# Digitaler Regler
In der Serienfertigung von Regeleinrichtungen werden anstelle der analogen Regler zunehmend digitale Regler eingesetzt, weil sie verschiedene technische Vorteile aufweisen. Dazu gehören: einmaliger Hardware-Entwicklungsaufwand, einfache parametrische System-Änderungen per Software, Realisierung komplexere Reglerstrukturen, Multitasking. Analoge Regler lassen sich dagegen nur schwer auf neue Anforderungen anpassen. Die einzigen Bereiche, in denen analoge Regler Vorteile gegen digitale Regelungstechnik besitzen, sind Anwendungen, deren Bedingungen sich nicht ändern und in denen sehr kurze Ansprechzeiten b.z.w. maximales Echtzeitverhalten gefragt sind, oder in solchen wo Nichtangreifbarkeit der zentrale Faktor ist.
Bei den meisten Regeleinrichtungen handelt es sich bei den Regelstrecken um kontinuierlich wirkende analoge Eingrößensysteme, die sich linear, nichtlinear und totzeitbehaftet verhalten können. Für diese Regelstrecken sollen bestimmte physikalische Größen wie Temperatur, Kraft, Druck, Geschwindigkeit, Niveau usw. geregelt werden. Die dafür erforderlichen Regler können eine analoge oder digitale Systemstruktur aufweisen.
Bei der digitalen Regelung erfolgt im einfachsten Falle eine zeitliche Abtastung und Digitalisierung der Regeldifferenz. Im gleichen Abtast-Intervall berechnet ein Mikrocomputer z. B. mit Hilfe von Differenzengleichungen den notwendigen Regel-Algorithmus. Die digitale Ausgangsgröße des Reglers, die Stellgröße, wird für die meist analog wirkenden Regelstrecken durch Wandler und Speicher analogisiert. Andere Begriffe der digitalen Regelung bezeichnen diesen Vorgang als „zeitdiskrete Regelung“ oder auch als „Abtastregelung“.
Analoge wie digitale Regler benötigen als Eingangssignal die Regelabweichung und einen Regleralgorithmus, der die gewünschte Dynamik des geschlossenen Regelkreises bestimmt.
Digitale Regler werden durch Mikrocomputer realisiert. Der Computer benötigt für die digitale Signalverarbeitung Ein- und Ausgangsschnittstellen, um das kontinuierliche Eingangssignal zyklisch abzutasten und digital mit speziellen Programmiersprachen berechnen zu können. Der Mikrocomputer verarbeitet die abgetasteten Signalwerte als Eingangsfolgen mit Hilfe von Differenzengleichungen zu Ausgangsfolgen. Die so schrittweise errechneten Stellgrößen-Anteile jeder Komponente der Ausgangsfolge werden über einen D/A-Wandler und ein Speicher-Halteglied wieder als feingestuftes quasi kontinuierliches Signal an die kontinuierlich wirkende Regelstrecke geliefert.

## Grundlagen der numerischen Berechnung und Regelung

### Verhalten der analogen Regler
Das Systemverhalten von kontinuierlich wirkenden linearen, dynamischen Übertragungssystemen wird von gewöhnlichen Differenzialgleichungen mit konstanten Koeffizienten beschrieben. Mittels der Laplace-Transformation können die Terme der Differentialgleichung in den komplexen Bildbereich (s-Bereich) als Übertragungsfunktion mit dem Verhältnis des Ausgangssignals zum Eingangssignal als gebrochen-rationale Gleichung überführt werden:
{\displaystyle G(s)={\frac {Y(s)}{U(s)}}={\frac {{\text{Zählerpolynom}}\ (s)}{{\text{Nennerpolynom}}\ (s)}}}
Mit der Nullstellenbestimmung lassen sich die Polynome der Übertragungsfunktion in die Produktdarstellung mit einzelnen Elementarsystemen erster Ordnung (Linearfaktoren) zerlegen. Diese Form im s-Bereich erlaubt mit der Rücktransformation in den Zeitbereich die Lösung der Differentialgleichung und darüber hinaus Aussagen des Systemverhaltens, der Systemstabilität, der Systemanalyse und der Systemsynthese.
Analoge Standardregler verarbeiten kontinuierliche Signale und bestehen in der Regel aus Operationsverstärkern mit RC-Spannungsteilern, die ein rückwirkungsfreies Impedanzverhältnis bilden. Das zugehörige Systemverhalten im komplexen Frequenzbereich {\displaystyle s=\delta +j\omega } kann unmittelbar als Verhältnis der Impedanzen als Übertragungsfunktion G(s) oder G(jω) geschrieben werden.
Bei analogen Reglern stellen die Hardware-Komponenten, z. B. Operationsverstärker mit RC-Beschaltung, die Lösung der Differenzialgleichung des Regelalgorithmus dar.

### Verhalten der digitalen Regler
Zeitdiskrete lineare dynamische Systeme sind dadurch gekennzeichnet, dass die inneren Systemzustände nur zu einzelnen Zeitpunkten definiert sind und an den Ein- und Ausgängen zeitdiskrete Signale auftreten. Sie spielen im Rahmen der Informationstechnik und digitalen Signalverarbeitung eine bedeutende Rolle und werden in Form von Zahlenfolgen beschrieben.
- Digitale Ein-Ausgangssignale der Hardware

Der Rechenalgorithmus eines Digitalrechners erlaubt keine kontinuierliche Berechnung von analogen zeitabhängigen Signalen. Deshalb werden zu bestimmten Zeitpunkten die analogen Eingangssignale, z. B. die Regelabweichung {\displaystyle e(t)=w(t)-y(t)}, mit Hilfe eines (idealen) {\displaystyle \delta }-Abtasters und einem A/D-Wandlers als {\displaystyle e_{(k)}} abgetastet. Die Abtastung des kontinuierlichen Signals der Regelabweichung {\displaystyle e(t)=w(t)-y(t)} mit der Abtastfrequenz {\displaystyle f_{A}=1/T_{A}} erfordert neben dem A/D-Wandler eine funktionell kleine Haltefunktion (Sample-and-Hold-Verfahren), welche dafür sorgen muss, dass der Mikrocomputer den digitalisierten Wert auch sicher erfassen kann.
Das gewünschte System-Übertragungsverhalten des digitalen Reglers wird für die gegebene Eingangsfolge mit Differenzengleichungen berechnet und taktsynchron als Ausgangssignal {\displaystyle u_{(k)}} mit Zahlenwerten ausgegeben. Ist ein analoges Ausgangssignal erforderlich, erlaubt eine spezielle Hardware mit einem D/A-Wandler mit einer Haltefunktion (Halteglied) die Umwandlung in ein gestuftes quasi-stetiges Ausgangssignal u(t) als Stellgröße des Reglers.
- Mikrocomputer als digitaler Regler

Bei zeitdiskreten Systemen besteht das Eingangssignal eines dynamischen Systems im Takt der Abtastung aus nummerierten Folgegliedern {\displaystyle k=(0,1,2,3,\dots ,\infty )} der Eingangsfolge (Wertefolge) und das Ausgangssignal aus Folgegliedern der Ausgangsfolge (Wertefolge). Beim Digitalregler wird diese Folge von Werten der Eingangsfolge mit Differenzengleichungen berechnet zu Folgegliedern der Ausgangsfolge. Die Differenzengleichungen des Digitalreglers bestimmen mit dem Regelalgorithmus und der Stellgröße {\displaystyle u_{(k)}} in Form von Berechnungspunkten der Ausgangsfolge über die Regelstrecke das dynamische Verhalten des gesamten Regelkreises. Mit der Regelgröße {\displaystyle y_{(k)}} wird im zeitlichen Abstand der Abtastzeit {\displaystyle T_{A}} eine Annäherung an die gewünschte analytische Funktion {\displaystyle f(t)} des Regelkreisverhaltens erreicht.
Da technische Regelstrecken häufig analoge Eingänge aufweisen, muss die Ausgangsfolge des Mikrocomputers über eine geeignete Hardware zu einem quasi analogen Signal umgeformt werden.
Die Anzahl der Folgeglieder der Abtastung ist nicht begrenzt. Es werden bei einer Regelung unendlich viele Folgeglieder {\displaystyle k=(0,1,2,3,\dots ,\infty )} im realen zeitlichen Abstand der Abtastzeit {\displaystyle T_{A}=\Delta t} ausgeführt. Benötigt und gespeichert werden aber nur eine aktuelle Programmzeile mit Differenzengleichungen für die Berechnung von Wertefolgen des Stellgliedes {\displaystyle u_{(k)}} und eine zurückliegende Programmzeile mit den Differenzengleichungen für die Berechnung der Wertefolgen {\displaystyle u_{(k-1)}}, sofern es sich um Differenzengleichungen 1. Ordnung handelt. Gespeichert werden also vorübergehend nur die aktuellen Werte der berechneten Differenzengleichungen und die Werte einer zurückliegenden Berechnung der Differenzengleichungen. Weitere zurückliegende Programmzeilen mit Wertefolgen werden nicht benötigt und gelöscht.
Zum Vergleich: Bei der Simulation eines Regelkreises mit einem Personalcomputer werden im Abstand {\displaystyle \Delta t} sämtliche Ergebnisse der Differenzengleichungen mit den nummerierten Programmzeilen {\displaystyle k=(0,1,2,3,\dots ,k_{\mathrm {max} })} als Tabelle mit {\displaystyle k_{\mathrm {max} }}-Zeilen abgespeichert. Mit der Simulation wird die Funktion und Sicherheit eines Regelkreises überprüft, weil bei falscher Parametrierung mit Instabilität des Regelkreises die Regelstrecke Schaden annehmen kann.
- Differenzengleichungen

Für die Aufstellung der meisten Differenzengleichungen werden verschiedene Verfahren eingesetzt, wie das einfache Euler-Streckenzugverfahren oder die besseren und aufwendigeren Mehrschrittverfahren. Die komplizierteren Mehrschrittverfahren benötigen vorteilhaft für ein gleiches genaues Berechnungsergebnis eine wesentlich geringere Anzahl von Folgegleichungen.
Eine Differenzengleichung ist eine numerisch lösbare Berechnungsvorschrift für eine diskret definierte Folge {\displaystyle k=[0,1,2,3,\dots ]} von Folgegleichungen, welche Variablen {\displaystyle y_{(k)}} zu fortlaufenden nummerierten Ereignissen bzw. nummerierten Zeitpunkten im Abstand eines Intervalls {\displaystyle \Delta x} berechnen.
Die rekursive Lösung einer Differenzengleichung erster Ordnung erfolgt von einer Anfangsbedingung durch nummerierte Folgegleichungen, welche sich je auf das Ergebnis einer zurückliegenden Folgegleichung bezieht. Bei Differenzengleichungen höherer Ordnung bezieht sich jede aktuelle Folgegleichung, entsprechend der Ordnungszahl, auf mehrere der zurückliegenden Folgegleichungen.
Die Allgemeine Form einer rekursiven Differenzengleichung (Euler-Rückwärts) für ein dynamisches System 1. Ordnung lautet:
| {\displaystyle y_{(k)}=y_{(k-1)}+f\ [u_{(k)};\Delta t;\ {\text{System}}]} |
Dabei ist {\displaystyle y_{(k)}} ein Wert der Ausgangsgröße, {\displaystyle y_{(k-1)}} die vorherige Ausgangsgröße, {\displaystyle u_{(k)}} die Eingangsgröße, {\displaystyle \Delta t} ein Zeitintervall, „System“ entspricht der Form einer modifizierten Differentialgleichung eines Linearfaktors mit einem Differenzenquotient.
Bei den häufig vorkommenden Differenzengleichungen 1. Ordnung wird nur eine Programmzeile für die Berechnung der aktuellen Ausgangsgröße {\displaystyle y_{(k)}} und die Programmzeile {\displaystyle y_{(k-1)}} der vorherigen Berechnung gespeichert. Jede Ausgangsgröße bezieht sich rekursiv auf die vorhergehende Ausgangsgröße als Eingangsgröße. Innerhalb einer Reihe von Differenzengleichungen einer Programmzeile ist die Ausgangsgröße einer Differenzengleichung die Eingangsgröße der nächsten Differenzengleichung der gleichen Programmzeile.
- Identifikation der Regelstrecke

Über eine Identifizierung des zeitlichen Verhaltens der Regelstrecke werden Übertragungsglieder {\displaystyle G(s)} vorzugsweise als Linearfaktoren in Zeitkonstantendarstellung analysiert. Mittels eines Personal-Computers wird mit einer Simulation das Verhalten des Reglers und das der Strecke durch Berechnung von Differenzengleichungen bestimmt.
{\displaystyle \to } Weitere Vertiefung zur Systemidentifikation siehe Artikel Regelstrecke#Experimentelle Systemidentifikation von Regelstrecken nach der Sprungantwort
- Simulation des Regelkreises

Ob es sich bei der numerischen Berechnung eines dynamischen Systems um einen digitalen Regler oder um eine Regelkreis-Simulation am Personalcomputer mit vielen Differenzengleichungen von Teilsystemen handelt, besteht der Unterschied nur darin, dass das Eingangssignal e(t) des digitalen Reglers mit Hardware-Komponenten zu einer Eingangsfolge {\displaystyle e_{(k)}} mit der Abtastperiode {\displaystyle T_{A}} abgetastet werden muss.
Bei der Simulation einer Regeleinrichtung wird in einem Personalcomputer jedes einzelne dynamische System mit Differenzengleichung rekursiv berechnet. Für jedes gegebene Eingangssignal wird mittels Differenzengleichungen einer Programmzeile ein aktuelles Ausgangssignal {\displaystyle y_{(k)}} berechnet und bezieht sich dabei auf einen zurückliegenden Wert der Programmzeile {\displaystyle y_{(k-1)}}. Sämtliche dynamischen Teilsysteme einer Programmzeile bestimmen rekursiv im Abstand eines Zeitintervalls {\displaystyle \Delta t} einen Berechnungspunkt der Stellgröße {\displaystyle u{(k)}}.
Jedes dynamische Teilsystem ist innerhalb einer Programmzeile durch eine Differenzengleichung beschrieben. Die Programmzeilen entsprechen endlichen nummerierten Folgen {\displaystyle k=(0,1,2,3,\dots ,k_{\mathrm {max} })}, die für einen Betrachtungszeitraum {\displaystyle k_{\mathrm {max} }\cdot \Delta t} eine Annäherung an das zeitverhalten {\displaystyle f(t)} der Originalfunktion des Regelkreises darstellt.
Sämtliche Ergebnisse aller Differenzengleichungen des Reglers, der Regelstrecke, der Regelgröße und der Regelabweichung werden für {\displaystyle k_{\mathrm {max} }}-Zeilen als Tabelle gespeichert.
- Parametrierung des digitalen Reglers

Die Simulation eines Regelkreises und das Arbeiten eines Digitalreglers in Verbindung mit einer Regelstrecke sind in Bezug auf die Verwendung von Differenzengleichungen ähnlich.
Eine Programmzeile beinhaltet je nach gewünschtem Regelalgorithmus mehrere Differenzengleichungen vorteilhaft in Produktdarstellung, weil differenziell wirkende Übertragungsglieder des Reglers die verzögernd wirkenden Übertragungsglieder der Regelstrecke kompensieren können. Damit wird die Parametrierung des Digitalreglers sehr vereinfacht, indem die Zeitkonstanten der differenzierenden Komponenten des Reglers denen der Verzögerungsglieder der Regelstrecke gleichgesetzt werden.

## Wertefolge durch Abtastung von Signalen
In der Mathematik wird eine Auflistung von endlich und unendlich vielen fortlaufend nummerierten Objekten als Folge bezeichnet. Dasselbe Objekt kann in einer Folge auch mehrfach auftreten.
Die Abtastfolge {\displaystyle k=(0,1,2,3,\dots )} bedeutet eine Nummerierung der Folgeglieder der Wertefolge des Eingangssignals (Eingangsfolge) und des Ausgangssignals (Ausgangsfolge) eines Systems.
Eine Wertefolge besteht aus {\displaystyle k_{\mathrm {max} }} oder {\displaystyle k=\infty } vielen Folgegliedern. Das Objekt mit der Nummer i wird i-tes Folgeglied oder i-te Komponente der Folge genannt.

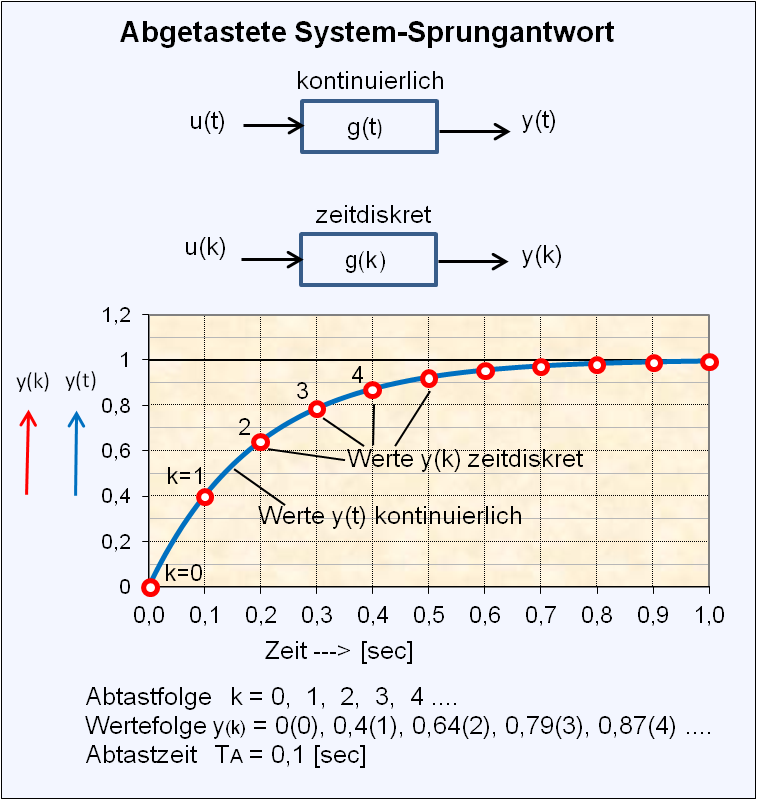
Abtastung eines zeitabhängigen Signals.
- Eingangsfolge = normierter Sprung,
- System: PT1-Glied,
- Ausgangsfolge.

Die Signalabtastung kontinuierlicher Signale f(t) erfordert Hardware-Komponenten wie idealisierte Abtaster ({\displaystyle \delta }-Abtaster) und A/D-Wandler, deren digitalisierte Signale {\displaystyle e_{(k)}} als Folgeglieder der Wertefolge im Mikrocomputer zu Stellgrößensignalen verarbeitet werden.
Die Periodendauer einer kontinuierlichen Abtastfolge eines analogen oder digitalisierten Eingangssignals wird meist mit {\displaystyle T_{A}} (auch {\displaystyle T_{0}} und {\displaystyle T}) bezeichnet. Diese Funktion unterscheidet sich von der diskreten Zeit einer Simulation eines dynamischen Systems am Computer dadurch, dass die Periodendauer der Abtastung zu einer Wertefolge eine reale Zeit ist und kontinuierlich zyklisch ohne eine begrenzte Anzahl von Folgegliedern wirkt. Die Werte des zeitdiskreten Parameters {\displaystyle \Delta t} und der Abtastzeit {\displaystyle T_{A}} können identisch sein.
Eine Wertefolge mit {\displaystyle k_{\mathrm {max} }} Folgegliedern können in einem digitalen Rechner gespeichert und aufgelistet werden. Dies ist bei unendlich vielen Folgegliedern der Wertefolge, wie sie bei Einsatz von digitalen Reglern auftreten, nicht möglich und auch nicht erforderlich.
Im Online-Betrieb eines Digitalreglers ist die Anzahl {\displaystyle k} der Folgeglieder der Ein- und Ausgangsfolge unbegrenzt.
- Beispiel einer Regeldifferenz-Folge mit der Abtastzeit {\displaystyle T_{A}}:

Abtastung der Regeldifferenz e(t) zu einer Wertefolge {\displaystyle e_{(k)}} des Regler-Eingangs:
{\displaystyle e(t)=w(t)-y(t)\ \longrightarrow \ e(k\cdot T_{A})=e_{(k)}=[e(0),e(T_{A}),e(2T_{A}),e(3T_{A}),\dots ]}
Bei der Berechnung der Folgeglieder der Eingangsfolge mit Differenzengleichungen für den Berechnungsalgorithmus der Methode „Euler Rückwärts“ werden nur zwei aktuelle Folgeglieder der Ausgangswertefolge {\displaystyle u_{(k)}} mit folgenden Indizierungen benötigt:
- Aktueller Wert des Folgegliedes der Ausgangsfolge {\displaystyle u_{(k_{i})}},
- Vorheriger Wert des Folgegliedes der Ausgangsfolge {\displaystyle u_{(k_{i}-1)}}.

Mit der Berechnung der Folgeglieder der Eingangsfolge mit Differenzengleichungen ergeben sich die Werte der Folgeglieder der Ausgangsfolge des Reglers:
{\displaystyle u_{(k)}=[u(0),u(T_{A}),u(2T_{A}),u(3T_{A}),\dots ]}
- Beispiel der Abtastfolge einer Sprungfunktion G(s) = 1 / s:

Die normierte Signaleingangsgröße e(t) hat den Wert 1.
Die Wertefolge der Sprungfunktion hat die Werte:
{\displaystyle e_{(k)}=[1(0);1(T_{A});1(2T_{A});1(3T_{A})\cdots ]}
- Beispiel der Wertefolge einer {\displaystyle \delta }-Impulsfunktion:

Die normierte Signaleingangsgröße e(t) des {\displaystyle \delta }-Impulses hat den Wert 1 für die Folge null. Alle anderen Werte der Folgen betragen Null.
Abtastfolge {\displaystyle k=(-2,-1,0,1,2,3,\dots ]}
Wertefolge {\displaystyle e_{(k)}=[0(-2T_{A}),0(-T_{A}),1(0),0(T_{A}),0(2T_{A}),0(3T_{A}),\dots ]}
Anmerkung: Bei Anwendung von Differenzengleichungen nach dem Verfahren Euler-Rückwärts mit der Funktion der Obersumme hat das Folgeglied des {\displaystyle \delta }-Impulses zum Zeitpunkt t = 0 und k = 0 den Wert {\displaystyle 1(0)}. Differenzengleichungen der Untersumme können diesen Wert {\displaystyle 1(0)} nicht erfassen.

### Abtasttheorem
Bei einem idealen Abtaster (Sampler) in Verbindung mit einem A/D-Wandler wird aus einem analogen Signal eine Zahlenfolge, die jeweils in einen zeitlichen Abstand TA generiert wird. Liegen die digitalisierten Abtastwerte bezogen auf die Dynamik des Analogsignals bei hoher Abtastfrequenz dicht bei einander, folgt das digitalisierte Signal genau dem Verlauf des Analogsignals. Damit gehen durch die Abtastung wenig Informationen verloren.
Je nach verwendetem Mikrorechner erlauben schnelle Regelstrecken keine beliebig hohen Auflösungen des Abtastvorgangs eines Analogsignals, weil sowohl die Grenzfrequenz der Schnittstellen erreicht wird, als auch der Mikrorechner die Rechenleistung nicht mehr bringen kann.
In der Praxis bestehen reale Signale aus einem Gemisch vieler Frequenzen.
Nun stellt sich die Frage, welche Mindest-Abtastfrequenz {\displaystyle f_{A}=1/T_{A}} ist erforderlich, dass beispielsweise ein analoges sinusförmiges Signal {\displaystyle f_{N}} ohne größeren Informationsverlust abgetastet werden kann. Ein harmonisches sinusförmiges Signal ist durch Abtastung vom Original und Rekonstruktion nicht zu unterscheiden, wenn die Abtastfrequenz {\displaystyle f_{A}} mindestens doppelt so hoch ist, wie die Originalfrequenz {\displaystyle f_{N}}.
Dieser Zusammenhang wurde bereits von dem Physiker Harry Nyquist als sogenannte Nyquist-Frequenz {\displaystyle f_{N}} erkannt.
{\displaystyle f_{A}>2\cdot f_{\mathrm {max} }}
Das Nyquist-Shannon-Abtasttheorem besagt, dass ein harmonisches analoges auf {\displaystyle f_{\text{max}}} bandbegrenztes Frequenzsignal mit einer Frequenz von mindestens {\displaystyle 2\cdot f_{\text{max}}} abgetastet werden muss, damit man es aus dem zeitdiskreten Signal wieder exakt rekonstruieren kann.
Durch Frequenzüberlagerungen wie Signalstörungen können bei der Rekonstruktion des abgetasteten Signals erhebliche Unterschiede zum analogen Signal auftreten. In der Praxis müssen deshalb zur Vermeidung von Fehlinterpretationen dem A/D-Wandler ein vorgeschaltetes Tiefpassfilter (Anti-Aliasing-Filter) zur Reduzierung höherer Frequenzanteile vorgesehen werden. Damit das Tiefpassfilter keine zu steilen Flanken aufweisen muss, wählt man eine Abtastfrequenz {\displaystyle f_{A}}, die wesentlich über dem theoretischen Wert {\displaystyle 2\cdot f_{\mathrm {max} }} liegt. In der Praxis wählt man als Abtastfrequenz {\displaystyle f_{A}} 5- bis 10-mal {\displaystyle f_{\mathrm {max} }}.
Wird die zweifache Menge der Abtastfrequenz von fmax unterschritten, kommt es zu dem Alias-Effekt (auch Aliasing-Effekte oder kurz Aliasing).

## Regelung im Offline- und Onlineprozess
Völlig unterschiedliche Verfahren der Anwendung der numerischen Berechnung sind bei der Simulation eines dynamischen Systems z. B. eines Regelkreises oder eines digitalen Reglers, der auf eine analoge, kontinuierliche Regelstrecke wirkt, zu unterscheiden.

### Simulation von Regelkreis-Systemen (Offline-Prozess)
Dynamische Systeme wie Regelkreise, Regelstrecken und Regler können aus verschiedenen Teilsystemen mit unterschiedlichem Zeitverhalten als Reihenschaltung, Parallelschaltung oder als zurückgeführte Kreisschaltung bestehen.
Für die Berechnung des Eingangs-Ausgangsverhaltens von Übertragungssystemen oder der Simulation von Regelkreisen bieten sich käufliche Rechenprogramme an. Mit den bekannten Programmen wie MATLAB und Simulink stehen umfangreiche Befehlssätze für die theoretische Modellierung von dynamischen Systemen und vielen speziellen regelungstechnischen Befehlen zur Verfügung.
Alternativ können mit selbst erstellten beliebigen Rechenprogrammen für Differenzengleichungen mit der diskreten Zeit Δt (auch Abtastzeit TA) in Verbindung mit logischen Operationen sehr effizient lineare und nichtlineare System-Simulationen durchgeführt werden.
Lineare dynamische Systeme, wie auch die Komponenten des Regelkreises, werden im Zeitbereich {\displaystyle f(t)} mit Differenzialgleichungen und im s-Bildbereich anschaulich als Übertragungsfunktion {\displaystyle G(s)} beschrieben. Die elementaren dynamischen Teilsysteme der Übertragungsfunktion lassen sich aus den Zähler- und Nennerpolynomen der Übertragungsfunktionen mittels der Nullstellenbestimmung in Faktoren (Linearfaktoren) zerlegen. Damit entstehen die bekannten vier Elementarsysteme erster Ordnung, I-Glied, D-Glied, PT1-Glied und PD1-Glied des Bildbereichs, die im Zeitbereich durch Differenzialgleichungen beschrieben werden. Durch Austausch der Differentialquotienten durch Differenzenquotienten entstehen die Differenzengleichungen des zeitdiskreten Bereichs {\displaystyle f(k\cdot \Delta t)}.
Mit der Anwendung von Differenzengleichungen ist eine mathematische Näherungsmethode in kleinen Zeitschritten {\displaystyle \Delta t} gegeben, die eine erhebliche Vereinfachung für das Lösen von Differenzialgleichungen bedeutet.

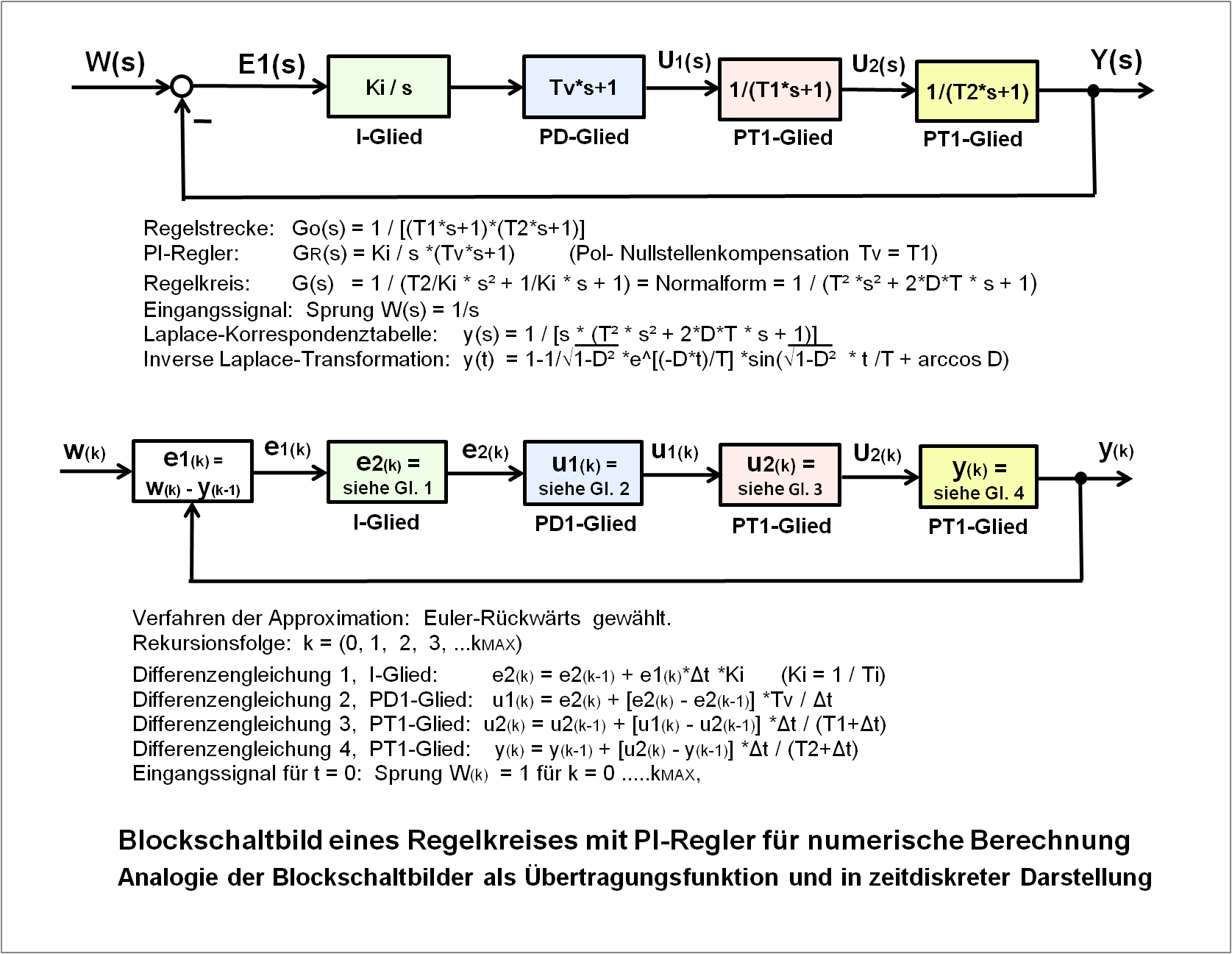
Analogie der Blockschaltbilder eines Regelkreises im s-Bereich und zeitdiskreten Bereich.

Die Berechnung des Ausgangssignals eines dynamischen Systems oder eines Regelkreises für ein gegebenes Eingangssignal erfolgt in einem Digitalrechner (Personal Computer). Dazu werden die Elementarsysteme eines Gesamtsystems in Abhängigkeit von einem Eingangssignal mit Differenzengleichungen hintereinander berechnet, in der Weise, dass ein Ausgangssignal eines Elementarsystems das Eingangssignal des folgenden Elementarsystems ist. Sämtliche Ergebnisse der Teilsysteme bis zum Ausgangssystem werden als eine Berechnungszeile dargestellt.
Handelt es sich bei dem Gesamtsystem um die Simulation eines Regelkreises, so werden hintereinander in einer Zeile sämtliche Teilsysteme des Gesamtsystems durch Differenzengleichungen des Reglers und der Regelstrecke für je ein Folgeglied berechnet. Das Ausgangsfolgeglied entspricht einem Berechnungswert der Regelgröße {\displaystyle y_{(k)}}. Alle berechneten Teilsysteme für je ein Folgeglied beziehen sich auf den gleichen Wert von k und auf den vorherigen Wert k-1. Das so berechnete Folgeglied der Regelgröße entspricht der Behandlung eines offenen Regelkreises. Der Regelkreis wird geschlossen mit der Beziehung der Regelabweichung {\displaystyle e_{(k)}=w_{(k)}-y_{(k-1)}}, die am Anfang der Berechnungszeile steht.
Danach erfolgt mit der nächsten Berechnungszeile die gleiche Berechnung der Einzelsysteme des Gesamtsystems als nächstes Folgeglied mit der nächsthöheren Folgenummer von k. Jedes einzelne zu berechnende Folgeglied laut der verwendeten Differenzengleichungen innerhalb dieser Zeile bezieht sich wieder auf das vorhergehende Folgeglied k-1.
Damit ergeben sich insgesamt {\displaystyle k_{\mathrm {max} }+1} Zeilen und Folgeglieder:
{\displaystyle y(k\cdot T_{A})=y_{(k)}=[y(0),y(T_{A}),y(2T_{A}),y(3T_{A}),\dots ,y{(k_{\mathrm {max} }T_{A})}]}
Das Berechnungsergebnis ist eine im Rechner gespeicherte Tabelle, deren Spalten z. B. hintereinander die Rechenergebnisse der einzelnen Teilsysteme wiedergibt, die Zeilen entsprechen der Anzahl der Folgeglieder von {\displaystyle k(0)} bis {\displaystyle k_{\text{max}}} und enthalten identische Gleichungen.
Die erste Zeile der Gleichungen der Regelabweichung sowie aller Teilsysteme des Reglers und der Regelstrecke wird einmal festgelegt und je nach gewünschter Auflösung der Regelgröße der Daten 100-1000-fach kopiert. Aus diesen Daten lässt sich automatisch eine Grafik für den Verlauf von y(t) oder jedes andere Teilergebnis generieren.
Das Ergebnis ist ein gespeichertes tabellarisches Protokoll sämtlicher Berechnungszeilen und Berechnungspunkte der Teilsysteme und der Systemausgangsgröße.
Enthält die Regelstrecke eine Totzeit {\displaystyle T_{t}}, kann diese durch geeignete Programmbefehle – Rückwärtsverschiebung der Folgeglieder der Wertefolge um {\displaystyle \left.k-{\frac {T_{t}}{\Delta t}}\right|_{T_{t}\gg \Delta t}} -Schritte – der Regelstrecken-Nachbildung berücksichtigt werden.
Dieser Rechenvorgang mit dem Ergebnis einer tabellarischen Aufstellung der Berechnungszeilen mit den Folgegliedern der Abtastfolge von {\displaystyle k=0} bis {\displaystyle k_{\mathrm {max} }} ist nicht zeitabhängig, sondern je nach Rechengeschwindigkeit des Rechners steht das Gesamt-Rechenergebnis unmittelbar zur Verfügung. Die diskrete Zeit {\displaystyle \Delta t} zwischen den Folgegliedern der Abtastfolge {\displaystyle k_{i}} und {\displaystyle k_{i}-1} ist als Parameter (Zahlenwert) in den Differenzengleichungen berücksichtigt und ist keine reale Zeit.
Eine zeitlich geschlossene Stufung (Rechteckverlauf) der Ausgangsgrößen ist nicht erforderlich. In einem Diagramm {\displaystyle y(t)=f(k\cdot \Delta t)} kann der Verlauf der Ausgangsgröße bei genügender Anzahl von Folgegliedern der Wertefolge (Berechnungspunkte) als geschlossene Linie für den Zeitraum {\displaystyle k_{\mathrm {max} }\cdot \Delta t} dargestellt werden.
Wird ein Regelkreis mit diesem Verfahren behandelt, was voraussetzt, dass ein mathematisches Modell der Regelstrecke vorliegt, handelt es sich um eine Regelkreis-Simulation, die bestens für den Regler-Entwurf zur Auffindung der erforderlichen Reglerparameter geeignet ist.
Beliebige Rechenprogramme können verwendet werden. Es empfiehlt sich die Nutzung der Tabellenkalkulation, weil damit Programmierungsfehler ausgeschlossen sind und eine grafische Darstellung der Signalverläufe eingebunden ist.

### Digitale Regler für analoge kontinuierliche Regelstrecken (Online Prozess)
Enthalten Regelkreise Systeme, die ihre Signale nur zu diskreten Zeitpunkten übertragen, handelt es sich um zeitdiskrete Regelsysteme oder Abtastregelungen. Die Abtastung von Signalen kann meist kontinuierlich, aber auch zufällig oder nach einer Regel erfolgen.
Bei kontinuierlichen Systemen beschreiben Differenzialgleichungen das Systemverhalten, bei zeitdiskreten Systemen sind es die aus den Differenzialgleichungen abgeleiteten Differenzengleichungen, die eine zeitdiskrete Abtastung und Berechnung des System-Eingangssignals entsprechend der Systemdynamik zu einer Ausgangsgröße möglich machen.
Die fortlaufende Abtastung des Eingangssignals wird mit Abtastfolge bezeichnet. Jedes Folgeglied der Abtastfolge entspricht einem Wert, der in einem Mikrocomputer zu einem Stellgrößenwert innerhalb der Ausgangsfolge berechnet wird.
Digitale Regler wie auch analoge Regler benötigen ein Signal der Regelabweichung von der Führungsgröße minus der zurückgeführten Regelgröße. Die verwendeten Mikrocomputer (Mikrocontroller) erfordern zur Berechnung der meist analogen Signale geeignete Eingangs- und Ausgangsschnittstellen. Diese sind in der Regel Analog-Digital-Umsetzer (A/D-Wandler), die zu diskreten Zeitpunkten das Eingangssignal abtasten und digitalisieren. Das Ergebnis der Signalabtastung der Regelabweichung kann man auch als modulierte Delta-Impulsfolgen für {\displaystyle k=0} bis {\displaystyle k=\infty } unterschiedlicher Amplituden ansehen.

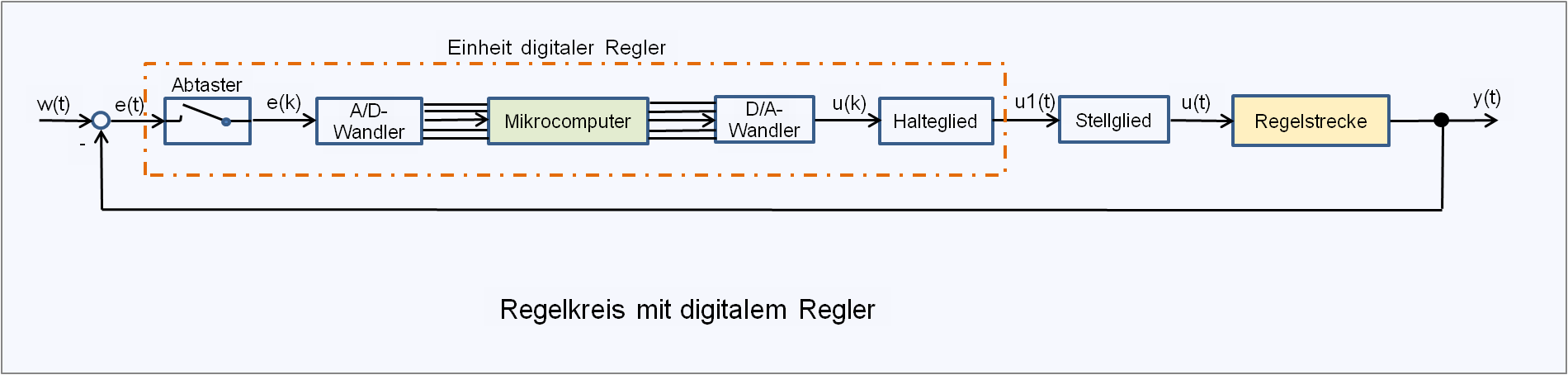
Signalflussplan eines Regelkreises mit digitalem Regler und einer Regelstrecke mit kontinuierlichem Zeitverhalten.
• Der Mikrocomputer berechnet mit Differenzengleichungen zeitsynchron die Wertefolgen des Eingangs zu Ausgangsfolgen.
• Ein Glied der Ausgangsfolge des Mikrocomputers ist ein Berechnungspunkt in Annäherung an die analytische Funktion.
• Aufgabe des Stellgliedes ist die Energie-Versorgung, die ein Zeitverhalten haben kann.
• Der Einfluss von Störgrößen innerhalb der Regelstrecke wird im Artikel Regelkreis behandelt.

Die Ausgabe der nach einem Regelalgorithmus berechneten digitalen Signale erfolgt über einen Digital-Analog-Umsetzer (D/A-Wandler), dem ein Halteglied (Sample-and-Hold-Verfahren) nachgeschaltet ist. Durch die Haltestufe wird das Ausgangssignal bis zum nächsten Folgeglied der Ausgangsfolge gehalten, damit ein analoges gestuftes Regler-Ausgangssignal an eine Leistungs-Schnittstelle der Stelleinrichtung zur Regelstrecke weitergegeben werden kann. Die abgetastete Eingangsgröße der Eingangsfolge muss ebenfalls solange gehalten werden (schnelle Haltegliedfunktion), bis die Digitalisierung des Eingangssignals und die Übergabe in den Mikrocomputer abgeschlossen ist. Mit dieser Maßnahme kann das digitale Ausgangssignal als ein kontinuierliches, gestuftes, quasi-analoges Ausgangssignal gewandelt und über einen Leistungsteil als Stellgröße an die Regelstrecke überführt werden.
Durch den Abtaster und den A/D-Wandler ist eine Quantisierung des Eingangssignals zu einer Signal-Impulsfolge (Zeitquantisierung) und der Amplitude (Amplitudenquantisierung) verbunden. Der Microcomputer bearbeitet und berechnet die digitalisierten Signalfolgen der Eingangsgröße {\displaystyle e_{(k)}} zu einer digitalen Ausgangs-Stellgrößen-Folge {\displaystyle u_{(k)}}.
Die Aufgabe des Digitalreglers innerhalb eines Regelkreises besteht darin, das Eingangssignal der Regelabweichung nach jeder Abtastung mittels Differenzengleichungen und logischer Befehle als Regelalgorithmus so zu berechnen, dass das Ausgangssignal der Regelstrecke, die Regelgröße, sich nach einem gewünschten meist asymptotisch stabilen Verlauf der Führungsgröße annähert.
Die für die Festlegung des dynamischen Verhaltens des Reglers benötigten Differenzengleichungen als Funktion der diskreten Zeit und der Abtastfolge {\displaystyle k=(0,1,2,3,\dots )} entstehen nach dem einfachsten Verfahren der Methode Euler-Rückwärts, indem die Differentialquotienten der System-Differenzialgleichung des Reglers durch Differenzenquotienten ersetzt werden.
Ein Digitalregler ist ständig im Einsatz und führt damit eine unbegrenzte Anzahl von berechneten Folgegliedern der Ausgangsfolge durch. Der Rechner muss für die Berechnung mit Differenzengleichungen (Methode Euler-Rückwärts) für die Berechnung der Folgeglieder der Ausgangsfolge – aus den Gliedern der Eingangsfolge – stets ein Folgeglied der Folge {\displaystyle k_{i}} (aktueller Wert) und das Folgeglied der zurückliegende Folge {\displaystyle k_{i}-1} (vorheriger Wert) zur Verfügung stellen.
Zur digitalen Verarbeitung wird der Zeitraum zwischen zwei Folgegliedern der Berechnungsfolgen anstelle der Parameters der diskretisierten Zeit {\displaystyle \Delta t} meist mit der Abtastzeit {\displaystyle T_{A}} (auch {\displaystyle T_{0}} oder {\displaystyle T}) bezeichnet, die einer realen Zeit entspricht. Das mit der Abtastfrequenz {\displaystyle f_{TA}=1/T_{A}} abgetastete und digitalisierte Eingangssignal {\displaystyle e_{(k)}} wird zur Folge {\displaystyle k} mit den Differenzengleichungen der Ausgangssignale der Form {\displaystyle u_{(k)}=f({\text{System}},{\text{Eingangssignal}}\ e_{(k)},\ u_{(k-1)},\ T_{A})} als Regleralgorithmus berechnet.
Differenzengleichungen des Regelalgorithmus des Digitalreglers berechnen die abgetasteten Eingangssignale {\displaystyle e_{(k)}}:
{\displaystyle e_{(k)}=(e_{(0\cdot T_{A})},\ e_{(1\cdot T_{A})},\ e_{(2\cdot T_{A})},\ e_{(3\cdot T_{A})},\dots )}
fortlaufend mit jeder Abtastung unbegrenzt. Der Mikrocomputer verarbeitet mit Hilfe eines Abtasters und A/D-Wandlers aus der analogen Regelabweichung Folgeglieder der Eingangsfolge, die zeitsynchron mit der Abtastzeit {\displaystyle T_{A}} abgetastet und berechnet werden.
Die Berechnung der Eingangsfolge mit Differenzengleichungen ergibt die Ausgangsfolge:
{\displaystyle u_{(k)}=(u_{(0\cdot T_{A})},\ u_{(1\cdot T_{A})},\ u_{(2\cdot T_{A})},\ u_{(3\cdot T_{A})},\dots )}.
Da die Regelstrecke meistens ein kontinuierliches analoges Verhalten hat, erfolgt am Mikrocomputer-Ausgang eine D/A-Wandlung der digitalen Ausgangsgröße mit nachgeschaltetem Halteglied der Dauer {\displaystyle T_{A}}. Damit entsteht im Abstand {\displaystyle T_{A}} aus den errechneten Folgegliedern als Stellgröße ein quasi stetiges, gestuftes, analoges Signal.
Jede Abtastung wie auch der Rechenvorgang selbst benötigt eine endliche Zeit, bis eine Steuerung oder Berechnung innerhalb der Abtastfolge durchgeführt werden kann. Damit ergibt sich durch dieses Zeitverhalten gegenüber dem Originalverlauf der Eingangsgröße eine nacheilende Zeitverschiebung, die sich als Totzeit bemerkbar macht. Ob diese Totzeit vernachlässigbar ist, hängt von der Größe der dominanten Zeitkonstante der Regelstrecke ab.
Der Vorteil der zunehmend eingesetzten digitalen Regler gegenüber analogen Reglern ist:
- Einmaliger Entwicklungsaufwand der Hardware
- vielseitige Anpassung an beliebige komplexe Regelaufgaben per Software,
- Vorteil der komplexen Reglerstrukturen:
  - Zustandsregler, adaptive Regler, Prädiktorregler, dead-beat-Regler, Multitasking mit einem Regler für verschiedene Regelstrecken,
- große statische Genauigkeit realisierbar, falls gefordert,
- Kosten-Nutzen-Vorteil insbesondere in Anlagen hoher Stückzahlen, die bei Parameter- oder Strukturänderungen keine Hardware-Änderungen erforderlich machen.
- Hochintegrierte Microcomputer für die Anwendung regelungstechnischer Aufgaben mit den Funktionen wie Abtastgliedern, A/D-Wandlern, D/A-Wandlern und Haltestufen sind bereits kommerziell verfügbar.

Nachteile der digitalen Regler:
- Quantisierungsfehler können auftreten,
- durch Abtastung und Rechenzeit verbundene Totzeit,
- Material- und Zeitaufwand bei kleiner Stückzahl.

### Begriffsklärung der numerischen Berechnung

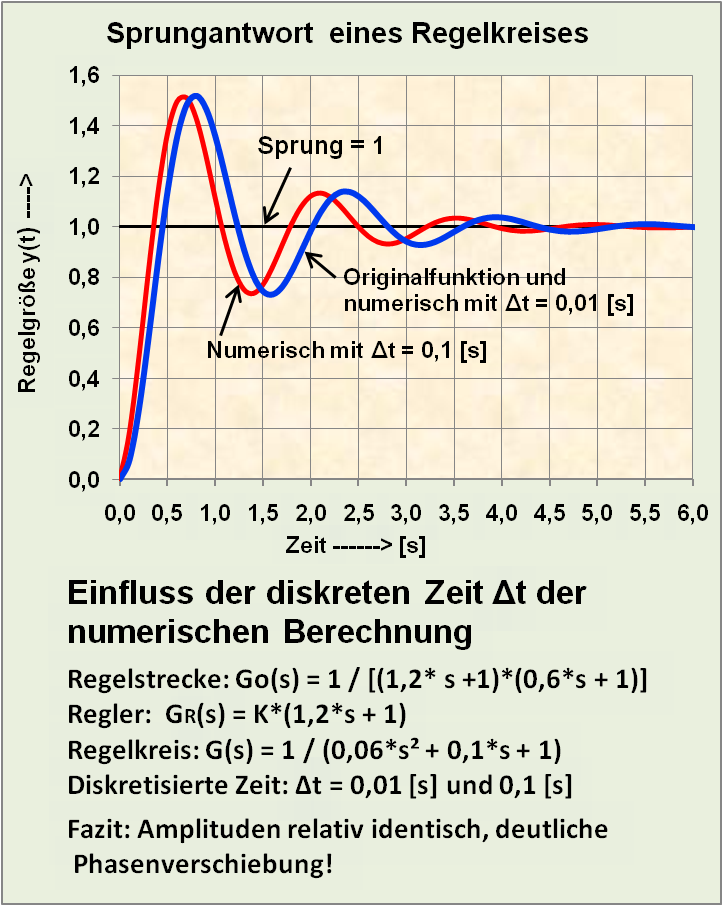
Einfluss der Größe des Zeitintervalls ∆t auf die Berechnung (Euler-Rückwärts) eines Regelkreises mit Differenzengleichungen.

#### Diskrete Zeit
Es werden hier zur Kennzeichnung der physikalischen Unterschiede der Zeitdiskretisierung folgende Definitionen festgelegt:
- {\displaystyle \Delta t} ist ein Parameter der diskreten Zeit, keine reale Zeit. {\displaystyle \Delta t} wird z. B. bei der Berechnung der Differenzengleichungen verwendet.
- {\displaystyle T_{A}} (auch {\displaystyle T_{0}} oder {\displaystyle T}) ist eine reale Zeit, mit der ein kontinuierliches Signal im Takt von {\displaystyle T_{A}} abgetastet wird.

Die Zeitdiskretisierung eines dynamischen zeitinvarianten Übertragungssystems bedeutet der Übergang der Berechnung eines kontinuierlichen Systems {\displaystyle f(t)} mit unendlicher hoher Auflösung zu einem System {\displaystyle f(k;\Delta t)} mit einer endlichen Auflösung eines fortlaufenden konstanten Zeitintervalls {\displaystyle \Delta t}. Die Folge {\displaystyle k=(0,1,2,3,\dots ,k_{\mathrm {max} })} beschreibt eine endliche Zahl der Folgeglieder für eine numerische Berechnung (Simulation) am Computer.
Das Zeitintervall {\displaystyle \Delta t} muss genügend klein sein, damit dominante Systembewegungen auch erfasst werden können, bzw. der Approximationsfehler gegenüber dem Verlauf der analytischen Funktion gering ist. Das Intervall {\displaystyle \Delta t} muss kleiner sein als der Parameter der kleinsten Systemzeitkonstante {\displaystyle T_{\mathrm {min} }}, anderenfalls ergeben sich Berechnungsfehler. {\displaystyle \Delta t} sollte ein Hundertstel bis ein Tausendstel der dominanten Systemzeitkonstante betragen.

#### Regelalgorithmus digitaler Standardregler (Euler-Rückwärts)
In der Offline- und Online-Anwendung für die Standardregler können die Differenzengleichungen der einfachsten Form nach dem Streckenzugverfahren „Euler-Rückwärts“ angewendet werden.
Dieses Verfahren hat den Vorteil, mit einfachen Differenzengleichungen zu operieren, hat aber den Nachteil bei der Online-Anwendung, dass mit kleiner werdender Abtastzeit {\displaystyle T_{A}} und steigender geforderter Genauigkeit die Anzahl der rekursiven Berechnungen für einen festen Beobachtungszeitraum umgekehrt proportional größer wird. Unabhängig davon vergrößert sich mit der kleiner werdenden Abtastzeit das Verhältnis zur Ersatztotzeit (Digitalisierung, Rechenzeit, Halteglied) der Hardware-Schnittstellen. Ob damit ein Zeit- und Kostenproblem vorliegt, hängt davon ab, wie groß die dominante Streckenzeitkonstante, die Abtastzeit der Regelabweichung und die Reaktionszeit der verwendeten Hardware-Bauelemente des Reglers sind.

#### Numerische Stabilität
Für die numerische Stabilität und der Berechnungsgenauigkeit der Simulation gelten zwei Bedingungen:
Zur Vermeidung der numerischen Instabilität kann die Verstärkung nicht unbegrenzt hoch gewählt werden, wenn es auch theoretisch bei stetig wirkenden Regelkreisen bis zu zwei Verzögerungsgliedern möglich wäre.
Bedingung: Bei sehr großer Kreisverstärkung {\displaystyle K} einer Regelkreisnachbildung muss {\displaystyle \Delta t} kleiner als {\displaystyle T_{D}/K} sein.
{\displaystyle K} ist das Produkt aller Einzelverstärkungen, {\displaystyle T_{D}} ist die dominante Systemzeitkonstante. {\displaystyle T_{\mathrm {min} }} ist die kleinste Systemzeitkonstante.

#### Genauigkeit der numerischen Simulation
Die Genauigkeit der numerischen Berechnung eines dynamischen Systems gegenüber der analytischen Funktion bei Anwendung des Euler-Rückwärts-Verfahrens steigt linear mit dem kleiner werdenden Zeitintervall {\displaystyle \Delta t} im Verhältnis zur dominanten Systemzeitkonstante {\displaystyle T_{D}}.
Der Approximationsfehler {\displaystyle F_{A}} im Vergleich zur analytische Funktion beträgt {\displaystyle F_{A}\approx {\frac {\Delta t\cdot 100\,\%}{T_{D}}}}.
Das Zeitintervall {\displaystyle \Delta t} muss kleiner als die kleinste zu berechnende Systemzeitkonstante betragen. Anderenfalls treten zusätzliche Fehler auf.
{\displaystyle \Delta t\ll T_{D};\qquad \Delta t<T_{\mathrm {min} }}.

## Differenzengleichungen linearer zeitinvarianter Übertragungssysteme

### Grundlagen Systemverhalten
Ein System ist eine Funktionseinheit mit mindestens einem Signaleingang und einem Signalausgang. Hat das System ein zeitliches Verhalten durch meist konzentrierte Energiespeicher, wird es als dynamisches System bezeichnet. Statische Systeme haben keine Energiespeicher und damit kein Zeitverhalten.
Dynamische Systeme werden durch verschiedene Formen von Differentialgleichungen beschrieben. Nicht alle Differentialgleichungen sind einfach analytisch lösbar.
Technische Systeme können sich zeitabhängig, zeitunabhängig, linear, nichtlinear, kontinuierlich und diskontinuierlich verhalten. Das gut angenäherte Eingangs- und Ausgangsverhalten dieser Systeme kann durch Differenzengleichungen numerisch relativ einfach mit Computern gelöst werden.
Handelt es sich um kontinuierliche dynamische Systeme, wird das Zeitverhalten mit Hilfe von Differenzengleichungen durch zeitdiskretes Verhalten ersetzt. Durch die Diskretisierung der Signale entstehen mittels punktueller Abtastung die Eingangs- und Ausgangswertefolgen im zeitlichen Abstand {\displaystyle \Delta t}.
Differenzengleichungen beziehen sich allgemein auf die Differentialquotienten einer gewöhnlichen Differentialgleichung, die durch Differenzenquotienten {\displaystyle \Delta y/\Delta t} ersetzt werden und damit entsteht eine numerisch lösbare Differenzengleichung in Annäherung an die Differentialgleichung.
Nichtlineare und lineare dynamische Systeme können mit geeigneten Differenzengleichungen kombiniert werden. Die Nichtlinearität wird durch logische Funktionen oder Tabellenwerte definiert.
Differenzengleichungen können sich auch auf statische, zeitunabhängige Systeme beziehen, in dem die Systemeingangsgröße diskretisiert und das Systemausgangsverhalten durch logische Funktionen berechnet wird.
Beispiele von linearen, nichtlinearen und zeitunabhängigen Systemen
| Sprungantwort Lineares System 1. Ordnung, Pol = negativ real | Sprungantwort Lineares System 2. Ordnung mit konjugiert komplexen Polen | Nichtlineares System (Schaltregler mit Hysterese und lineares System 1. Ordnung) | Zeitunabhängiges System (Dreipunktregler mit Hysterese und Totzone) |
| ------------------------------------------------------------ | ----------------------------------------------------------------------- | -------------------------------------------------------------------------------- | ------------------------------------------------------------------- |
|                                                              |                                                                         |                                                                                  |                                                                     |
| Lösung mit Differenzengleichung 1. Ordnung                   | Lösung mit Differenzengleichung 2. Ordnung                              | Berechnung mit log. Befehlen und Differenzengleichung 1. Ordnung                 | Berechnung mit log. Befehlen: WENN-DANN-SONST-Anweisung             |

### Grundlagen der Differenzengleichungen linearer zeitinvarianter Systeme
Es bestehen verschiedene mathematische Verfahren, zeitkontinuierliche Systeme in zeitdiskrete Systeme zu beschreiben und umzuwandeln.
Differenzengleichungen entstehen meist aus einer systembeschreibenden gewöhnlichen Differenzialgleichung, deren Differentialquotienten durch Differenzenquotienten ersetzt werden. Die kontinuierlichen mathematischen Operationen der Integration und Differentiation werden zeitdiskret durch Summen- und Differenzenbildung angenähert.
Differenzengleichungen berechnen in Abhängigkeit von einer Eingangswertefolge und dem dynamischen System die Ausgangswertefolge mit der Folge {\displaystyle k=0;1;2;3;\dots }, die eine Nummerierung der Werte darstellt.
Zu unterscheiden ist die Anwendung einer Simulation eines zeitdiskreten dynamischen Systems in Abhängigkeit von einem Eingangssignal und die Anwendung eines realen Hardwaresystems, dessen Eingangssignal im zeitlichen Abstand {\displaystyle T_{A}} abgetastet wird.
- Simulation: Für die Anwendung einer Simulation am Digitalrechner wird das Eingangssignal für den Zeitparameter {\displaystyle \Delta t} diskretisiert und mit der Differenzengleichung des dynamischen Systems wird die Ausgangsfolge für {\displaystyle k\Delta t} berechnet. Diese rekursive Differenzengleichung bezieht sich immer auf zurückliegende Ausgangswertefolgen und wird beliebig oft – je nach geforderter Genauigkeit – neu berechnet. Das Ergebnis ist eine tabellarisch im Rechner gespeicherte Folge von Werten (Berechnungspunkte) im zeitlichen Abstand {\displaystyle \Delta t}, welche auch grafisch als Funktion des diskreten Eingangssignals und des Systemübertragungsverhaltens dargestellt werden kann.
- Signalabtastung: Bei einem gegebenen Hardwaresystem wird das Eingangssignal im zeitlichen Abstand der Abtastzeit {\displaystyle T_{A}} abgetastet, digitalisiert und als Eingangswertefolge in einen Mikrorechner geleitet. Meist handelt es sich bei diesem System um den Regelalgorithmus als Differenzengleichung. Die Ausgangsfolge wird analogisiert und in ein Halteglied z. B. nullter Ordnung geleitet. Damit entsteht ein gestuftes quasi stetiges Signal, das als Stellgröße von einer kontinuierlich wirkenden Regelstrecke verarbeitet werden kann.

Die Differenzengleichungen beschreiben mit dem Approximationsalgorithmus für ein kleines Zeitintervall {\displaystyle \Delta t} die Signaländerungen am Ausgang eines Systems {\displaystyle y(k\Delta t)} (vereinfachte Schreibweise {\displaystyle y_{(k)}}) nach jedem Zeitintervall als Funktion des betreffenden Systems (z. B. Linearfaktoren im s-Bereich) und des Eingangssignals {\displaystyle u_{(k)}}. Mit der fortlaufenden Wiederholung der Berechnung mit dem Zeitintervall {\displaystyle \Delta t} und Addition der Änderungsergebnisse zum vorherigen Ergebnis {\displaystyle y_{(k-1)}} ergibt sich der Signalverlauf eines Systems {\displaystyle y_{(k)}} über die Zeit {\displaystyle k_{\mathrm {max} }\cdot \Delta t}.
Die Lösung des Systemverhaltens eines dynamischen Systems mit Differenzengleichungen entspricht immer der Gesamtlösung als Addition der homogenen und partikulären Lösung. Ohne Anfangswerte handelt es sich um die partikuläre Lösung. Sind Anfangswerte des Systems vorhanden, kann die Regelungsnormalform der Zustandsraumdarstellung zur Lösung mit Differenzengleichungen des Systems herangezogen werden. In den Differenzengleichungen ohne Anfangswerte ist die Lösungsvorschrift bereits enthalten.
Differenzengleichungen können auch mit Hilfe der z-Transformation entstehen.

### Linearfaktoren der Übertragungsfunktion G(s)
Differenzengleichungen der einfachsten Art beziehen sich auf die den Linearfaktoren der Übertragungsfunktion G(s) zugehörigen Differenzialgleichungen erster Ordnung, deren Differentialquotienten durch Differenzenquotienten ersetzt werden.
Linearfaktoren entstehen durch Nullstellenzerlegung von Polynomen des Zählers und Nenners einer Übertragungsfunktion G(s) als gebrochen-rationale Funktion. Diese Beziehung ist von großer Bedeutung, weil insgesamt nur drei verschiedene Formen von Linearfaktoren erster und zweiter Ordnung auftreten und Systeme höherer Ordnung nur Kombinationen davon enthalten.
Mittels der Nullstellenbestimmung können die Polynome der Übertragungsfunktion {\displaystyle G(s)} in eine Produktform (Linearfaktoren) im Zähler und Nenner gebracht werden. Die Pole (Nullstellen des Nenners) oder Nullstellen (Nullstellen des Zählers) sind entweder Null, reell oder konjugiert komplex. Die Produktdarstellung im Zähler und Nenner der Übertragungsfunktion {\displaystyle G(s)} ist mathematisch identisch mit der Polynomdarstellung im Zähler und Nenner.
Für die Nullstellenbestimmung eines Polynoms bis 4. Ordnung sind im Internet fertige Programme unter dem Aufruf „Nullstellen (Lösungen) von Polynomen bestimmen“ zu finden. Für Systeme 2. Ordnung kann die „pq-Formel“: {\displaystyle x^{2}+px+q=0} verwendet werden zur Berechnung von {\displaystyle x_{1},x_{2}} der konjugiert komplexen Nullstellen.
Linearfaktoren der Pol-Nullstellendarstellung
Beispiel der Zerlegung der Polynome der Übertragungsfunktion durch die Pol-Nullstellungbestimmung in reelle Linearfaktoren:
{\displaystyle G(s)={\frac {Y(s)}{U(s)}}={\frac {b_{0}+b_{1}\cdot s+b_{2}\cdot s^{2}+\cdots +b_{m}\cdot s^{m}}{a_{0}+a_{1}\cdot s+a_{2}\cdot s^{2}+\cdots +a_{n}\cdot s^{n}}}:=k\cdot {\frac {(s-s_{n1})(s-s_{n2})\dotsm (s-s_{nm})}{(s-s_{p1})(s-s_{p2})\dotsm (s-s_{pn})}}}
Da die Linearfaktoren des Zählers und Nenners der Übertragungsfunktion identisch sind, werden die Nullstellen und Polstellen zur vereinfachten Darstellung mit {\displaystyle s_{0}} bezeichnet. Negative Realteile der Pole und Nullstellen der Linearfaktoren bedeuteten stabile Elementarsysteme, positive Realteile bedeuten instabile Elementarsysteme.
- Bei Linearfaktoren 1. Ordnung sind die Nullstellen {\displaystyle s_{n}} oder Pole {\displaystyle s_{p}} reelle Zahlenwerte. Stabile Systeme enthalten negative Realteile.
- Linearfaktoren 2. Ordnung mit konjugiert komplexen Nullstellen oder Polen werden zur einfacheren Berechenbarkeit zu quadratischem Termen zusammengefasst, in denen nur reelle Koeffizienten auftreten.
- Linearfaktoren werden meist in die Zeitkonstanten-Darstellung durch Reziprokbildung der Nullstellen und Pole umgerechnet.

Produktterm in der Zeitkonstanten-Darstellung mit negativem Wert der Nullstelle {\displaystyle s_{n}}:
{\displaystyle \underbrace {(s-s_{n})} _{\text{Produktterm}}\ :=\underbrace {(s+a)} _{\text{Produktterm}}=\ \underbrace {a\cdot ({\frac {1}{a}}\cdot s+1)} _{a\ {\text{ausgeklammert}}}\quad :=\underbrace {K\cdot (T\cdot s+1)} _{\text{Zeitkonstanten-Darstellung}}\qquad {\bigg |}\quad a=negativerNullstellenwert.}
In der linearen Regelungstechnik ist es eine willkommene Tatsache, dass praktisch alle vorkommenden regulären (phasenminimalen) Übertragungsfunktionen bzw. Frequenzgänge von Regelkreisgliedern auf folgende drei Grundformen (Linearfaktoren) geschrieben bzw. zurückgeführt werden können. Sie haben eine völlig unterschiedliche Bedeutung, je nachdem ob sie im Zähler (differenzierendes Verhalten) oder im Nenner (verzögernd, Integrierend) einer Übertragungsfunktion stehen.
In Abhängigkeit von den Zahlenwerten der Koeffizienten a und b der Polynom-Darstellung können die Produkte folgende drei Formen in der Zeitkonstanten-Darstellung annehmen:
| Typ Linearfaktor                                                                                    | Bedeutung im Zähler      | Bedeutung im Nenner                       |
| --------------------------------------------------------------------------------------------------- | ------------------------ | ----------------------------------------- |
| {\displaystyle G_{1}(s)=T\cdot s} (Nullstelle = 0)                                                  | Differenzierer, D-Glied  | Integrator, I-Glied                       |
| {\displaystyle G_{2}(s)=T\cdot s+1} (Nullstelle reell)                                              | PD-Glied                 | Verzögerung, PT1-Glied                    |
| {\displaystyle G_{3}(s)=T^{2}\cdot s^{2}+2\cdot D\cdot T\cdot s+1} (Nullstellen konjugiert komplex) | PD2-Glied: für 0 < D < 1 | Schwingungsglied PT2-Glied: für 0 < D < 1 |
Dabei ist T die Zeitkonstante, s die komplexe Frequenz, D der Dämpfungsgrad.
Die Übertragungsfunktion {\displaystyle G(s)=Y(s)/U(s)={\text{Zähler}}(s)/{\text{Nenner}}(s)} eines dynamischen Übertragungssystems kann einfache und mehrfache Linearfaktoren im Zähler und Nenner enthalten.
{\displaystyle \to } Weitere Vertiefung zu Differentialgleichungen, Übertragungsfunktionen, Entstehung der Linearfaktoren siehe Regelungstechnik#Grundlagen der Übertragungsfunktion als Systembeschreibung

### Entstehung der Differenzengleichungen

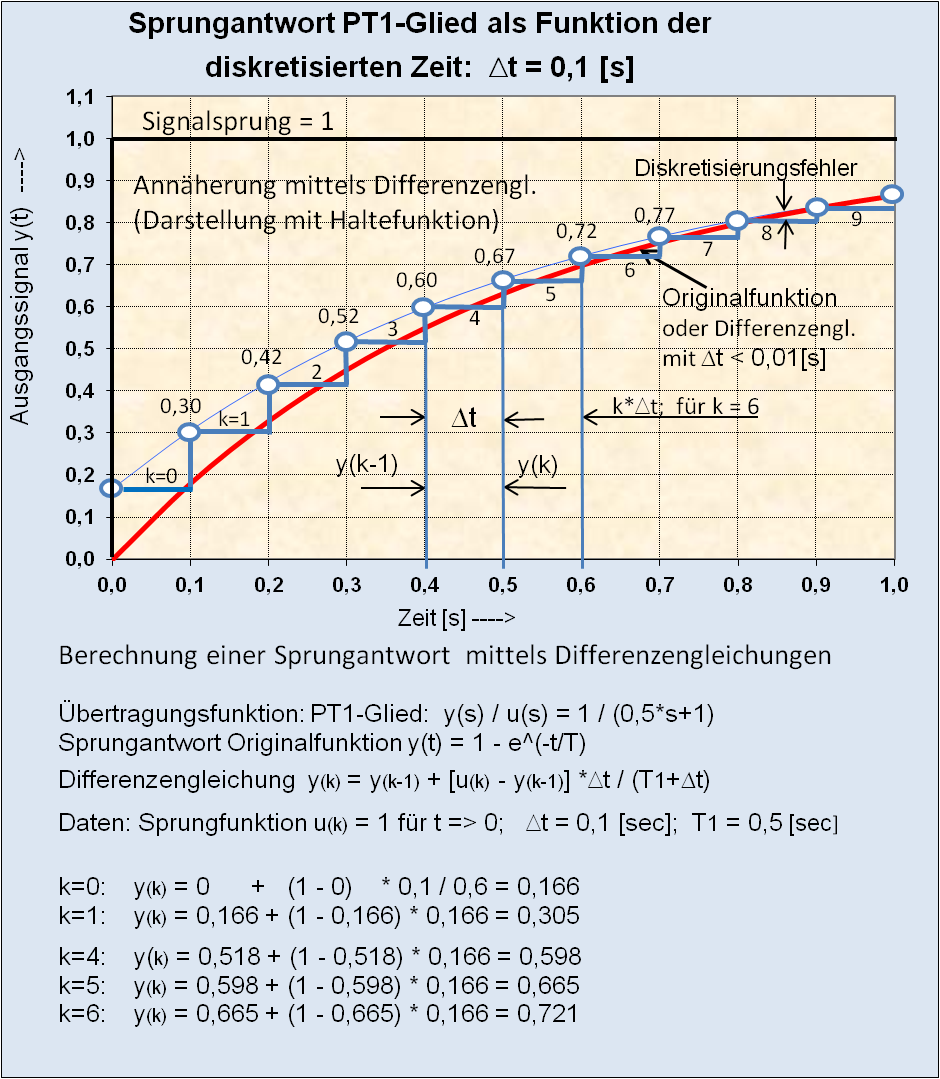
Rechteck-Approximation eines PT1-Gliedes durch Berechnung mit einer Differenzengleichung nach Euler-Rückwärts (Obersumme).

Meistens wird zur Aufstellung der Differenzengleichungen das Differenzen-Verfahren als einfachstes numerisches Verfahren verwendet. Nach diesem Verfahren können aus den zugehörigen Differenzialgleichungen der 4 Elementarsysteme G(s) erster Ordnung der Übertragungsfunktionen Differenzengleichungen gebildet werden, indem an Stelle des Differenzialquotienten mit {\displaystyle dy/dt} der Differenzenquotient {\displaystyle {\frac {\Delta y}{\Delta t}}={\frac {y_{(k)}-y_{(k-1)}}{\Delta t}}} näherungsweise eingeführt wird.
In der Regel wird davon ausgegangen, dass die inneren Systemspeicher des Übertragungssystems sich im Ruhezustand befinden und die Anfangswerte bei t = 0 für {\displaystyle y_{(0)}=0} und alle Ableitungen von {\displaystyle y_{(0)}} Null sind.
Die Ausgangsgröße eines berechneten zeitdiskreten Systems mit Hilfe von Differenzengleichungen {\displaystyle y(k\cdot \Delta t)} wird in vereinfachter Schreibweise der Indizierung als {\displaystyle y_{(k)}} benannt.
Bei der Offline-Anwendung – beispielsweise die Simulation eines Regelkreises mit {\displaystyle u_{(k)}} als Eingangsfolge und {\displaystyle y_{(k)}} als Ausgangsfolge – sind die Folgeglieder der Wertefolge auf eine bestimmte Anzahl {\displaystyle k_{\mathrm {max} }} begrenzt und beziehen sich auf den Zeitraum {\displaystyle k_{\text{max}}\cdot \Delta t}. Nach der Berechnung der Folgeglieder der Eingangsfolge {\displaystyle u_{k}} mit Differenzengleichungen entsteht die Ausgangsfolge mit ihren Folgegliedern {\displaystyle y_{(k)}=(y_{(0\cdot \Delta t)},\ y_{(1\cdot \Delta t)},\ y_{(2\cdot \Delta t)},\ y_{(3\cdot \Delta t)},\dots ,\ y_{(k_{\mathrm {max} }\cdot \Delta t)})} als Lösung in Annäherung an die zugehörige Differenzialgleichung.
Die Folgeglieder entstehen ohne Abtastung. Durch die rekursive Anwendung der Differenzengleichung bezieht sich jede Berechnung {\displaystyle y_{(k)}} auf das zurückliegende Ergebnis {\displaystyle y_{(k-1)}}. Die wiederholte Anwendung der gleichen Differenzengleichungen endet bei {\displaystyle k_{\mathrm {max} }}.
Bei der Online-Anwendung mit einem digitalen Regler wird die abgetastete Eingangsfolge {\displaystyle e_{(k)}} mit Differenzengleichungen berechnet, dann entstehen die Folgeglieder der Ausgangsfolge des Reglers {\displaystyle u_{(k)}=(u_{(0\cdot T_{A})},\ u_{(1\cdot T_{A})},\ u_{(2\cdot T_{A})},\ u_{(3\cdot T_{A})},\dots )}. Die Berechnung erfolgt mit digitalisierten Werten zeitsynchron im Takt von {\displaystyle T_{A}}. Meist wird für die Regelstrecke ein kontinuierliches Stellsignal benötigt. Wertefolgen können mit Hilfe eines A/D-Wandlers und eines Haltegliedes zu einem gestuften quasi kontinuierlichen Signal gewandelt werden.
Der Nachteil des Differenzenverfahrens ist für schnelle Regelstrecken bei guter Approximation an die analytische Systemfunktion die hohe Zahl der Abtastfolgen, die in der Offline-Simulation eines dynamischen Systems mit einem Digitalrechner keine Rolle spielt, dafür aber im Online-Betrieb. Mit steigender Genauigkeit der Approximation an das Übertragungsverhalten des Systems muss die Periodendauer der Abtastung kleiner werden und die Rechenleistung steigt linear an.
Andere Methoden der numerischen Berechnung bedienen sich zur besseren Approximation z. B. an Stelle des Differenzenverfahrens des Trapezflächenverfahrens (Heun-Verfahren), des Mehrschrittverfahrens (Runge-Kutta-Verfahren) und anderer Verfahren. Grund der aufwendigeren Approximationsverfahren und damit der umfangreicheren Differenzengleichungen ist die erzielbare höhere Genauigkeit und damit Reduzierung der Rekursionsfolgen, was bei langsamen Mikrocomputern und dessen Schnittstellen bei Echtzeitberechnungen erforderlich sein kann.
Beispiel der Entstehung einer Differenzengleichung der Integration (I-Glied) aus der Differenzialgleichung:
| Die Übertragungsfunktion des I-Gliedes lautet: {\displaystyle \ G(s)={\frac {Y(s)}{U(s)}}={\frac {1}{T_{I}\cdot s}}} Die zugehörige Differenzialgleichung lautet: {\displaystyle T_{I}\cdot {\dot {y}}(t)=u(t)} Der Differenzenquotient wird an Stelle des Differenzialquotienten {\displaystyle {\dot {y}}(t)} eingesetzt: {\displaystyle T_{I}\cdot {\frac {y_{(k)}-y_{(k-1)}}{\Delta t}}=u_{(k)}} Damit lautet die nach {\displaystyle y_{(k)}} umgestellte Differenzengleichung des I-Gliedes nach dem Rückwärts-Differenzenquotient: \| {\displaystyle y_{(k)}=y_{(k-1)}+u_{(k)}\cdot {\frac {\Delta t}{T_{I}}}} \| In gleicher Weise können die Differenzengleichungen der Standardregler aus den zugehörigen Differenzialgleichungen abgeleitet werden. |
| {\displaystyle y_{(k)}=y_{(k-1)}+u_{(k)}\cdot {\frac {\Delta t}{T_{I}}}} |

| Elementarsysteme | Übertragungsfunktion                                      | Differenzengleichungen                                                                                   |
| ---------------- | --------------------------------------------------------- | --- |
| P-Glied          | {\displaystyle {\frac {Y}{U}}(s)=K}                       | {\displaystyle y_{(k)}=K\cdot u_{(k)}}                                                                   |
| I-Glied          | {\displaystyle {\frac {Y}{U}}(s)={\frac {1}{T\cdot s}}}   | {\displaystyle y_{(k)}=y_{(k-1)}+u_{(k)}\cdot {\frac {\Delta t}{T}}}                                     |
| D-Glied          | {\displaystyle {\frac {Y}{U}}(s)=T\cdot s}                | {\displaystyle y_{(k)}=[u_{(k)}-u_{(k-1)}]\cdot {\frac {T}{\Delta t}}}                                   |
| PD1-Glied        | {\displaystyle {\frac {Y}{U}}(s)=K\cdot (T\cdot s+1)}     | {\displaystyle y_{(k)}=K_{PD1}\cdot \left[u_{(k)}+(u_{(k)}-u_{(k-1)})\cdot {\frac {T}{\Delta t}}\right]} |
| PT1-Glied        | {\displaystyle {\frac {Y}{U}}(s)={\frac {K}{T\cdot s+1}}} | {\displaystyle y_{(k)}=y_{(k-1)}+[K_{PT1}\cdot u_{(k)}-y_{(k-1)}]\cdot {\frac {\Delta t}{T+\Delta t}}}   |

(Mit K = Verstärkungsfaktor, {\displaystyle y_{(k)}} = aktuelle zeitdiskrete Ausgangsgröße, {\displaystyle y_{(k)}=y_{(k-1)}} = vorherige Ausgangsgröße, T = Zeitkonstante, {\displaystyle u_{(k)}} = aktuelle zeitdiskrete Eingangsgröße)
Diese Differenzengleichungen von Elementarsystemen können beliebig multiplikativ, additiv oder zurückgekoppelt vermascht sein. Jede Gleichung eines Gesamtsystems wird hintereinander berechnet. Bei Reihenschaltungen von Teilsystemen ist die berechnete Ausgangsgröße {\displaystyle y_{(k)}} die Eingangsgröße {\displaystyle u_{(k)}} des folgenden Teilsystems. Bei Parallelschaltungen von Teilsystemen werden die Ergebnisse der Ausgangsgrößen additiv zusammengeführt.

### Bestimmung der Differenzengleichungen aus der Regler-Übertragungsfunktion G(s)
Die Übertragungsfunktionen {\displaystyle G_{R}(s)} der Regler und die zugehörigen elementaren Differenzengleichungen können direkt zugeordnet werden. Die Übertragungsfunktionen eines Reglers können in der Reihen- und Paralleldarstellung definiert werden. Dies gilt auch für die zugehörigen Differenzengleichungen in Operatorendarstellung {\displaystyle y_{(k)}=\cdots }. Diese unterschiedlichen Gleichungen zur Berechnung der Regler-Ausgangsgröße für je im s-Bereich Y(s) und je im zeitdiskreten Bereich {\displaystyle y_{(k)}} sind mathematisch identisch.
Gewählt wurde die Umsetzung der Übertragungsfunktion in Operatorendarstellung {\displaystyle Y(s)=U(s)\cdot G(s)} der Reihendarstellung des Regelalgorithmus der Elementarsysteme, weil die Reihendarstellung der PI- und PID-Regler je PD1-Glieder enthalten. Für den Reglerentwurf vereinfacht sich die Parameterbestimmung, weil die PD1-Glieder des Reglers die Verzögerungen von PT1-Gliedern der Regelstrecke bei gleichen Zeitkonstanten direkt kompensieren können und damit die Regelstrecke vereinfachen.
{\displaystyle (T_{V}\cdot s+1)/(T_{n}\cdot s+1)=1|\qquad {\text{für}}\ T_{V}=T_{N}}
PI- und PID-Regler werden mit mehreren elementaren Differenzengleichungen im Zähler und Nenner beschrieben. Deshalb ist es nicht möglich, bei der Umsetzung vom s-Bereich in den zeitdiskreten Bereich die Differenzengleichungen mit einer Gleichung zu beschreiben. Diese Differenzengleichungen werden hintereinander berechnet. Es ist zu beachten, dass in der Reihendarstellung der Differenzengleichungen die Ausgangsgröße der ersten Differenzengleichung die Eingangsgröße der nächsten Differenzengleichung ist.
Definiert man im s-Bereich einen PID-Regler mit den Parametern {\displaystyle K_{PID},\ T_{N}} und {\displaystyle T_{V}} der Paralleldarstellung, erhält man eine Summengleichung der Übertragungsfunktion. Wird diese Gleichung in einen gemeinsamen Zähler (s) und Nenner (s) umgeformt, entsteht die Polynomdarstellung der Übertragungsfunktion. Mit der Nullstellenbestimmung im Zähler und Nenner kann diese Gleichung in die Produktdarstellung überführt werden und erkennbar wird eine Übertragungsfunktion mit zwei PD1-Gliedern und einem I-Glied. Bedeutsam dabei ist, dass die Parameter {\displaystyle T_{N}} und {\displaystyle T_{V}} verschwunden sind und die Zeitkonstanten der beiden PD-Glieder durch andere z. B. {\displaystyle T_{1}} und {\displaystyle T_{2}} bestimmt werden.
Für die Praxis der PID-Reglerauslegung eignet sich besser die Übertragungsfunktion des PI-Reglers der Reihendarstellung, dem multiplikativ ein weiteres PD-Glied mit der Zeitkonstante {\displaystyle T_{V}} zugeordnet wird. Damit werden komplizierte Umrechnungen der Parameter vermieden.
Die den Komponenten der Übertragungsfunktion G(s) zugehörigen Differenzengleichungen werden in der nachfolgenden Tabelle dargestellt.
Die bisherigen Signalbezeichnungen mit der Eingangsgröße {\displaystyle U(s)} und der Ausgangsgröße {\displaystyle Y(s)} entsprechen den gebräuchlichen Bezeichnungen der Systemtheorie. Für den Regler gilt das Eingangssignal bei Differenzengleichungen {\displaystyle e_{(k)}} und das Ausgangssignale {\displaystyle u_{(k)}}. Die Reglerausgangsgröße nach der D/A-Schnittstelle lautet für das gestufte quasikontinuierliche Signal {\displaystyle u(t)}.
Die Verstärkungsfaktoren {\displaystyle K_{PI}} der Reglerkomponenten der Differenzengleichungen werden bei einem I-Glied wie folgt berücksichtigt:
{\displaystyle u_{(k)}=u_{(k-1)}+K_{PI}\cdot e_{(k)}\cdot \Delta t/T_{N}}
Anmerkung: Der Quotient {\displaystyle 1/T_{N}} entspricht bereits einem Verstärkungsfaktor.
Der Verstärkungsfaktor {\displaystyle K_{PD}} der Reglerkomponenten der Differenzengleichungen wird bei einem PD-Glied wie folgt berücksichtigt:
{\displaystyle u_{(k)}=K_{PD}\cdot [e_{(k)}+(e_{(k)}-e_{(k-1)})\cdot T_{V}/\Delta t]}

### Differenzengleichungen der Standardregler
Tabelle der Differenzengleichungen der Standardregler (Rückwärts-Differenzenquotient)
| Regler-Typ und Testsignale                            | Übertragungsfunktion | Differenzengleichung (Rückwärts-Differenzenquotient) |
| ----------------------------------------------------- | --- | --- |
| Testsignal Impulsfunktion                             | {\displaystyle {\hat {u}}_{e\delta }(t)={\frac {1}{\Delta t}}} U(s) = 1 | Amplitude: {\displaystyle u_{(k=0)}={\frac {1}{\Delta t}}} Amplitude: {\displaystyle u_{(k>0)}=0\,} |
| Testsignal Sprungfunktion                             | U(s) = 1 / s | {\displaystyle u_{(k)}=1} |
| Testsignal Anstiegsfunktion                           | U(s) = 1 / s² | {\displaystyle u_{(k)}=u_{(k-1)}+c\cdot \Delta t} Anstiegskonstante c = Δ u / Δ t |
| Regelabweichung                                       | {\displaystyle E(s)=W(s)-Y(s)} | {\displaystyle e_{(k)}=w_{(k)}-y_{(k-1)}} |
| P-Regler                                              | {\displaystyle {\frac {U}{E}}(s)=K} | {\displaystyle u_{(k)}=e_{(k)}\cdot K} |
| I-Regler                                              | {\displaystyle {\frac {U}{E}}(s)={\frac {1}{T_{N}\cdot s}}} | {\displaystyle u_{(k)}=u_{(k-1)}+e_{(k)}\cdot {\frac {\Delta t}{T_{N}}}} |
| PI-Regler Parallelstruktur PI-Regler Reihenstruktur   | {\displaystyle {\frac {U}{E}}{(s)}=K_{PI}\cdot \left(1+{\frac {1}{T_{N}\cdot s}}\right)} {\displaystyle {\frac {U}{E}}{(s)}=K_{PI}\cdot {\frac {T_{N}\cdot s+1}{T_{N}\cdot s}}}                                                                | Darstellung der Regler-Reihenstruktur: {\displaystyle {\text{I-Glied:}}\quad e_{1(k)}=e_{1(k-1)}+{e_{(k)}\cdot K_{PI}\cdot \Delta t}/{T_{N}}} {\displaystyle {\text{PD-Glied:}}\quad u_{(k)}=e_{1(k)}+[e_{1(k)}-e_{1(k-1)}]\cdot {T_{N}}/{\Delta t}} |
| PD1-Regler                                            | {\displaystyle {\frac {Y}{U}}(s)=K_{PD1}\cdot (T_{V}\cdot s+1)} | {\displaystyle u_{(k)}=K_{PD1}\cdot \left[e_{(k)}+\left[e_{(k)}-e_{(k-1)}\right]\cdot {\frac {T_{V}}{\Delta t}}\right]} |
| PID-Regler Parallelstruktur PID-Regler Reihenstruktur | {\displaystyle {\begin{aligned}{\frac {U}{E}}{(s)}&=K_{PID}\cdot {\Big (}1+{\frac {1}{T_{N}\cdot s}}+T_{V}\cdot s{\Big )}\end{aligned}}} {\displaystyle {\frac {U}{E}}{(s)}=K_{\text{PID}}\cdot {\frac {(T_{1}\cdot s+1)(T_{2}\cdot s+1)}{s}}} | Darstellung der Regler-Reihenstruktur: {\displaystyle {\text{I-Glied:}}\quad e_{1(k)}=e_{1(k-1)}+{e_{(k)}\cdot K_{PI}\cdot \Delta t}/{T_{N}}} {\displaystyle {\text{PD-Glied 1:}}\quad e_{2(k)}=e_{1(k)}+[e_{1(k)}-e_{1(k-1)}]\cdot {T_{1}}/{\Delta t}} {\displaystyle {\text{PD-Glied 2:}}\quad u_{(k)}=e_{2(k)}+[e_{2(k)}-e_{2(k-1)}]\cdot {T_{2}}/{\Delta t}} |
{\displaystyle T_{N}} = Nachstellzeit, {\displaystyle T_{V}} = Vorhaltezeit, {\displaystyle K} = P-Verstärkung, {\displaystyle \Delta t=T_{A}} = Diskrete Zeit bzw. Abtastzeit.
{\displaystyle \to } Weitere Vertiefung zu Differenzengleichung siehe Artikel Differenzengleichung (Differenzenverfahren)

### Differenzengleichungen als Funktion der Ober- und Untersumme

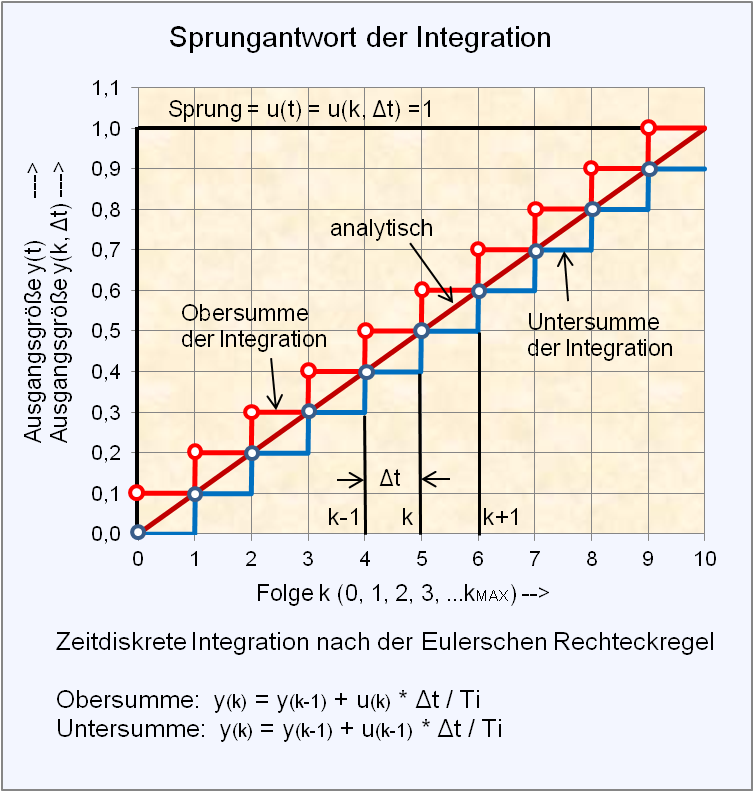
Definition der Obersumme und Untersumme der numerischen Integration.

In der numerischen Mathematik bedeuten die Flächen der Rechteckapproximation an eine gegebene analytische Funktion dann als Obersumme, wenn die Oberkante der Rechtecke oberhalb der analytischen Funktion anstößt. Umgekehrt handelt es sich um die Untersumme, wenn die Oberkante der Rechtecke unterhalb der analytischen Funktion anstößt. Für die numerische Berechnung interessiert nicht die Fläche der Rechtecke, sondern die Lage des Verlaufs der Oberkante der Rechtapproximation.
Die mit Differenzengleichungen berechneten Folgeglieder der Ausgangsfolge lassen sich als Funktion der Obersumme und Untersumme definieren. Die Ergebnisse von Differenzengleichungen sind Folgeglieder der Wertefolge im zeitlichen Abstand {\displaystyle \Delta t=T_{A}} und damit Berechnungspunkte einer Funktion, bedeuten aber keinen geschlossenen Funktionsverlauf. Erst bei einem Digitalregler, bei dem je ein Folgeglied der Ausgangsfolge über einen A/D-Wandler in ein Halteglied nullter Ordnung für den Zeitraum {\displaystyle T_{A}} einfließt, wobei das Halteglied mit jedem Schritt gelöscht wird, entsteht ein geschlossener Funktionsverlauf.
Der Funktionsunterschied der Obersumme zur Untersumme bedeutet beispielsweise, dass ein Eingangssignal als einzelner {\displaystyle \delta }-Impuls zum Zeitpunkt {\displaystyle t=0} und Folge {\displaystyle k=0} in einem zeitdiskreten dynamischen System für den Zeitraum {\displaystyle T_{A}} – also zwischen {\displaystyle k=0} und {\displaystyle k=1} – wirksam wird. Differenzengleichungen nach der Untersumme können diesen {\displaystyle \delta }-Impuls nicht erfassen.
Die Wertefolge der mit Differenzengleichungen berechneten Ausgangsfolge der Funktion der Untersumme unterscheiden sich von denen der Obersumme, dass die Wertefolge der Untersumme um einen Folgeschritt verzögert ist.

### Grundlagen der digitalen Regler mit Hilfe der z-Transformation (Online Prozess)
Die Schnittstellen des Digitalreglers einschließlich der Abtastung mit der Haltestufe sind identisch mit dem oben aufgeführten Verfahren.
Die z-Transformation ist aus der Laplace-Transformation entstanden, um für die digitale Systemberechnung Abtastfolgen zu transformieren und damit berechenbar zu machen. Die z-Transformation ist eine Transformation von Abtastfolgen, die ähnliche Eigenschaften aufweist wie die Laplace-Transformation zur Behandlung von Differenzialgleichungen. Mit den Methoden der z-Transformation lassen sich Differenzengleichungen von abgetasteten Signalfolgen ermitteln.
Der digitale Regler wirkt in Verbindung mit den Schnittstellen zu einer meist kontinuierlich wirkenden (analogen) Regelstrecke als Computerprogramm, das die Stellgröße fortlaufend im Abstand der Abtastzeit TA die Stellgröße für die Regelstrecke berechnet. Der Regleralgorithmus ist mit der Abtastfolge und Reglerfunktion als z-Übertragungsfunktion festgelegt.
Es handelt sich bei der Gewinnung des Regelalgorithmus mit Hilfe der z-Übertragungsfunktionen um ein völlig anderes Berechnungsverfahren, als das der Rechteck-Approximation nach Euler-Rückwärts zur Erstellung von Differenzengleichungen. In der z-Übertragungsfunktion wird das diskrete abtastspezifische Zeitverhalten einer Abtastfolge wie Haltefunktionen, D/A-Wandlung, A/D-Wandlung und Rechenzeit mit dem gewünschten Regelalgorithmus zusammengefasst. Die inverse z-Transformation der z-Übertragungsfunktion ergibt die benötigte Differenzengleichung {\displaystyle f_{(k)}}.
Entsprechend den Eigenschaften der z-Transformation {\displaystyle F(z)} ergeben sich folgende Operationen:
- Spezielle Rechenoperationen:

Rechtsverschiebung, Linksverschiebung, Differenzensatz, Summensatz usw., zurückliegende Berechnungsfolgen sind zu speichern.
- Überführung des dynamischen Systems als z-Übertragungsfunktion,
- Eigenschaften des z-Bildbereichs ähnlich der Laplace-Transformation:

z-Blockdarstellung von reihen- und parallelgeschalteten Systemen, Pol-Nullstellenzerlegung, Stabilitätsbetrachtung, Berechnungsregeln und die Überführung vom z-Bildbereich in den diskreten Zeitbereich {\displaystyle f_{(k)}}.
Die prinzipielle Anwendung der z-Transformation für den Regelalgorithmus lautet wie folgt:
- Die Abtastfolgen mit Haltestufe des Eingangssignals werden transformiert als z-Übertragungsfunktion {\displaystyle H(z)},
- Die Differenzengleichung {\displaystyle f_{(k\cdot T_{A})}} des gewünschten Reglerverhaltens wird transformiert als z-Übertragungsfunktion {\displaystyle G(z)},
- Die z-transformierten Systeme werden algebraisch entsprechend den z-Rechenregeln zusammengefasst,
- Mit der inversen z-Transformation des z-Produktes von Signal und Regelalgorithmus entsteht der Berechnungsalgorithmus des digitalen Reglers.

Die Analyse und die Synthese diskreter Signale und Systeme lässt sich mit der z-Transformation erleichtern, setzt aber auch umfangreiches mathematisches Spezialwissen voraus, dass zum Teil auf ähnliche Regeln wie bei der Laplace-Transformation aufgebaut ist.
{\displaystyle \to }Siehe auch z-Transformation#Anwendung der z-Übertragungsfunktion für einen digitalen PI-Regler mit Abtastfunktion und Halteglied

### Strategie der Reglerparametrierung
Tabelle der Entwurfsstrategie von Regelkreisen bei Anwendung der Standardregler
| Funktion                                                   | Ausführung |
| ---------------------------------------------------------- | --- |
| Identifikation der Regelstrecke Siehe Artikel Regelstrecke | - Normierte Sprungantwort oder normierte {\displaystyle \delta }-Impulsantwort der Regelstrecke grafisch aufzeichnen. - Mit Differenzengleichungen das Zeitverhalten für Verzögerungsglieder erster Ordnung der aufgezeichneten Sprung- oder Impulsantwort nachbilden. - Bei Regelstrecken mit Verzögerungen > 2. Ordnung das Zeitverhalten als Totzeit nachbilden. - Bei Regelstrecken mit globalem I-Verhalten Gradient feststellen und über Differenzengleichung nachbilden. |
| Pol-Nullstellen-Kompensation                               | - Im s-Bereich kompensieren PD1-Glieder des Reglers die PT1-Glieder der Regelstrecke bei gleichen Zeitkonstanten vollständig. Das gilt auch im zeitdiskreten Bereich für die Systembeschreibung mit Differenzengleichungen. - Für die PI- und PID-Reglerstrukturen empfehlen sich die Differenzengleichungen der Reihenstruktur, weil diese PD-Glieder enthalten. - Abweichungen der Zeitkonstanten der Teilsysteme des Reglers von den dominanten Teilsystemen der Regelstrecke mit ca. 10 % der Zeitkonstanten, die durch materielle Alterung oder der schwierigen Identifikation des Streckenmodells herrühren können, sind akzeptierbar. |
| P- und PD-Regler                                           | - P- und PD-Regler sind schnelle Regler für einfache Regelstrecken bzw. Regelstrecken mit globalem I-Verhalten. - Es ist zu beachten, dass beim Einsatz von P- und PD-Reglern relativ hohe Verstärkungen gewählt werden können, ohne dass es im Regelkreis zur Schwingneigung kommen muss. - Selten können hohe P-Verstärkungen bei gegebenen Regelstrecken realisiert werden, was zur Stellgrößenbegrenzungen führt. Damit wird das Übertragungsverhalten des Regelkreises träge und nichtlinear, die Übertragungsfunktion G(s) des geschlossenen Regelkreises ist damit ungültig. - In der numerischen Simulation der einzelnen Teilsysteme des Regelkreises mit der Schließbedingung ist laut der gespeicherten tabellarischen Darstellung dieser Effekt sichtbar, wenn bekannt ist, ab welcher Höhe die Stellgröße der Hardware-Regelstrecke in die Begrenzung geht. - Die zulässige P-Verstärkung bestimmt bei Strecken ohne I-Verhalten die Größe der statischen Regelabweichung. |
| Regler ohne statische Regelabweichung:                     | - Soll die statische Regelabweichung gegen Null gehen, benötigt der Regler einen I-Anteil. - I-, PI- und PID-Regler sind keine schnellen Regler, jedoch ist die P-Verstärkung abhängig von den Verzögerungen der Regelstrecke und von der Größe einer evtl. vorhandenen Totzeit. - Bei Reglern mit I-Anteil können selten hohe P-Verstärkungen realisiert werden. Der Regelkreis neigt wegen der zusätzlichen Polstelle mit −90° Phasenwinkel bei relativ kleiner P-Verstärkung des Reglers leicht zum Schwingen. |
| Regelstrecken mit Totzeit                                  | Regelstrecken mit nennenswertem Anteil der Totzeit erfordern einen PI-Regler oder im Extremfall einen I-Regler. |
| Einstellung der P-Verstärkung                              | Die P-Verstärkung des Regelkreises mit dem Faktor K kann durch Simulation mit dem gewählten Regler und dem zu erfassendem Modell der Regelstrecke in einem Personal-Computer gemäß den gewünschten Kenngrößen der Übergangsfunktion (Sprungantwort) der Regelgröße eines gedämpft schwingenden Systems bestimmt werden. |
| Digitale Regler bei schnellen Regelstrecken:               | Bei der Simulation eines Regelkreises mit digitalen Reglern ist das Totzeitverhalten der Schnittstellen des Mikrocomputers zu berücksichtigen, das der Regelstrecke zugeordnet werden kann. |

### Tabellarische Gegenüberstellung der Verfahren der numerischen Berechnung im Offline- und Online-Prozess
Mit diesen Angaben zeigt sich ein wesentlicher Unterschied zwischen dem Offline-Prozess und dem Online-Prozess. Die Offline-Berechnung eines dynamischen Systems beziehungsweise eines aus Regler und Regelstrecke bestehenden Regelkreises hat kein Zeitverhalten, sie könnte auch mit einem Taschenrechner ohne Beeinträchtigung der Genauigkeit durchgeführt werden. Für die Offline-Berechnung (Simulation) eines realen Regelkreises mit einem Digitalregler muss das Zeitverhalten der Schnittstellen des Digitalreglers als Totzeit berücksichtigt werden.
Die Online-Berechnung des Digitalreglers hat innerhalb jeder Abtastfolge Totzeiten, die sich durch die erforderlichen Schnittstellen der Signalwandlung im Eingang und Ausgang, im Halteglied sowie durch die Rechenzeit der Berechnung der Differenzengleichungen ergeben. Soweit es sich um die Regelung schneller Regelstrecken (z. B. Dominante Zeitkonstante {\displaystyle T_{D}} = 1 s der Regelstrecke) handelt, sind schnelle Komponenten der Wandler und des Mikrocomputers erforderlich, um die Ersatztotzeit im Verhältnis zur dominanten Zeitkonstante der Regelstrecke und zur Abtastzeit klein zu halten.
| Numerische Berechnung dynamischer Systeme (Offline-Prozess) (Differenzengleichungen nach dem Euler-Rückwärtsverfahren) | Regelung mit Digitalreglern (Online-Prozess) (Differenzengleichungen nach dem Euler-Rückwärtsverfahren) |
| --- | --- |
| Dynamisches System: Steuerstrecke oder Regelkreis. Gemischte lineare und nichtlineare Systeme lassen sich simulieren. | Dynamisches System: Digitalregler wirkt auf eine analoge Regelstrecke. Digitale Regler für beliebige Anwendungen sind möglich. |
| System-Eingangsgröße: Bei dynamischen Systemen als Testsignal u(k), Bei Regelkreisen die Führungsgröße als Testsignal w(k). | System-Eingangsgröße: Bei Vorgabe der analogen Regelabweichung e(t) = w(t) – y(t), e(t) wird als Eingangsfolge abgetastet und digitalisiert als e(k). |
| System-Ausgangsfolge: y(k) Die Ausgangsfolge sind Zahlenwerte der Folge k. {\displaystyle y_{(k)}} = vereinfachte Schreibweise für {\displaystyle y_{(k\cdot \Delta t)}} | Reglerausgangsfolge: u(k) u(k) sind Zahlenwerte der Folge k. u(k) wird nach der D/A-Wandlung eine gestufte analoge Größe u(t) (Spannung). |
| Abtastfolge k bedeutet Nummerierung der Folgeglieder: {\displaystyle k=(0,1,2,3,\dots ,k_{\mathrm {max} })} im Abstand {\displaystyle \Delta t}. | Abtastfolge k bedeutet Nummerierung der Folgeglieder: {\displaystyle k=(0,1,2,3,\dots ,\infty )} im zeitlichen Abstand TA. |
| Diskrete Zeit {\displaystyle \Delta t}: {\displaystyle \Delta t} ist ein Parameter der Zeit, keine reale Zeit | Abtastzeit {\displaystyle T_{A}}: {\displaystyle T_{A}} ist eine reale Zeit. |
| Größe der diskreten Zeit {\displaystyle \Delta t}: Z. B. {\displaystyle \Delta t=1/100\ bis\ 1/1000} der dominanten Systemzeitkonstante. | Größe der Abtastfolge TA: {\displaystyle T_{A}=\Delta t} Z. B. {\displaystyle T_{A}=1/10\ bis\ 1/100} der dominanten Zeitkonstante der Regelstrecke. |
| Differenzengleichungen: z. B. Methode Euler-Rückwärts {\displaystyle y_{(k)}=f({\text{Dyn. System}},u_{(k)},\ y_{(k-1)},\ k,\ \Delta t)}, vorhergehende Rechenfolge: {\displaystyle y_{(k-1)}}, Benötigt werden Differenzengl. der Teilsysteme von Regler und Strecke. | Differenzengleichungen: z. B. Methode Euler-Rückwärts {\displaystyle u_{(k)}=f({\text{Reglersystem}},\ e_{(k)},\ u_{(k-1)},\ k,\ \Delta t)}, vorhergehende Rechenfolge: {\displaystyle u_{(k-1)}}, Benötigt werden die Differenzengleichungen der Teilsysteme des Digitalreglers. |
| Berechnungsvorgang: tabellarisch Den Übertragungsfunktionen 1. Ordn. sind Differenzengleichungen zugeordnet. Jede Zeile berechnet die Differenzengleichungen aller Teilsysteme. Es existieren kmax +1 Glieder = Zeilen = Ausgangsfolge. Nur 2 wechselnde aktuelle Glieder der Ausgangsfolge sind relevant: {\displaystyle u_{(k)}} und {\displaystyle u_{(k-1)}} Sämtliche Zeilen werden als Protokoll gespeichert.                                          | Berechnungsvorgang: kontinuierlich Die Abtastfolge startet im zeitlichen Abstand TA die Berechnung der Teilsysteme des Digitalreglers mit den zugehörigen Differenzengleichungen. Nur 2 wechselnde aktuelle Glieder der Ausgangsfolge sind relevant: {\displaystyle u_{(k)}} und {\displaystyle u_{(k-1)}}. Jedes Glied der Ausgangsfolge wird zu einer quasi analogen Stellgröße f(t) verarbeitet. |
| Schnittstellen: keine Eingangssignal {\displaystyle u_{(k)}} oder {\displaystyle w_{(k)}} für alle Folgen {\displaystyle k_{(0)}} bis {\displaystyle k_{\mathrm {(max)} }}, Ausgangssignal {\displaystyle y_{(k)}} für alle Folgen {\displaystyle k_{(0)}} bis {\displaystyle k_{\mathrm {(max)} }}. | Schnittstellen: für analoge Regelabweichung {\displaystyle e_{(t)}}, Im Eingang: AD-Wandler (kurze Halteglied-Funktion) für Berechnungsdauer, Im Ausgang: DA-Wandler mit Halteglied für gestufte analoge Stellgröße {\displaystyle u_{(t)}}. |
| Totzeit der numerischen Berechnung: keine durch das Verfahren bedingt, (Gilt für Euler-Rückwärts-Verfahren der Obersumme) Das Totzeitverhalten der Regelstrecke kann nachgebildet werden. | Totzeit des Digitalreglers: - Totzeit des AD-Wandlers - Rechenzeit der Teilsysteme mit Differenzengleichungen - Totzeit des DA-Wandlers mit Halteglied. Bei bestimmter Größe der dominanten Zeitkonstante z. B. T > 1 s der Regelstrecke ist eine Totzeit z. B. von 0,01 sec meist vernachlässigbar.                                                                                                |
| Numerische Stabilität: Bedingung zur Vermeidung der numerischen Instabilität: Bei sehr großer Kreisverstärkung {\displaystyle K} muss {\displaystyle \Delta t} kleiner als {\displaystyle T_{D}/K} sein. {\displaystyle K} ist das Produkt aller Einzelverstärkungen, {\displaystyle T_{D}} ist die dominante Systemzeitkonstante, {\displaystyle T_{\mathrm {min} }} ist die kleinste Systemzeitkonstante.                                                  | Numerische Stabilität: Wegen der unvermeidlichen Totzeiten ist eine hohe P-Verstärkung nicht möglich. |
| Genauigkeit der numerische Simulation: Die Genauigkeit steigt mit kleiner werdendem Zeitintervall {\displaystyle \Delta t}. Der Approximationsfehler {\displaystyle F_{A}} im Vergleich zur analytische Funktion beträgt: {\displaystyle F_{A}\approx {\frac {\Delta t\cdot 100\,\%}{T_{D}}}\qquad \Delta t\ll {T_{D}};\ \Delta t<T_{\mathrm {min} }}. {\displaystyle \Delta t} muss kleiner als die kleinste Systemzeitkonstante sein. Anderenfalls Fehler. | Genauigkeit der numerischen Berechnung: Die Genauigkeit steigt mit kleiner werdender Abtastzeit {\displaystyle T_{A}}. {\displaystyle T_{A}\ll T_{D};\ T_{A}<T_{\mathrm {min} }} Sonst wie Offline-Prozess. |
| Ideale und reale Regler der Regelkreisnachbildung: Sie sind identisch. | Reale Digitalregler: Es ist nicht möglich, ohne Zeitverzögerung einen Rechenwert u(t) in eine Stellgrößenenergie umzusetzen. |